# Tour de Francia 2015
La 102.ª edición del Tour de Francia se disputó entre el 4 y el 26 de julio de 2015.
El recorrido estuvo compuesto, como es habitual, por 21 etapas, empezando en la ciudad de Utrecht (Países Bajos) y finalizando en París. Consiste en nueve finales en ascenso y siete etapas de alta montaña, además de dos contrarreloj (una individual y una por equipos). El pavé está también presente (como en 2014), con siete sectores y una distancia total de 13,3 kilómetros. Además en esta edición volvieron las bonificaciones — desde el Tour de Francia 2007 — en todas las etapas en línea.
Los Países Bajos acogieron la salida del Tour por sexta vez después de Ámsterdam (1954), Scheveningen (1973), Leiden (1978), s'Hertogenbosch (1996) y Róterdam (2010).
La carrera formó parte del UCI WorldTour 2015, siendo la 18.ª competición del calendario de máxima categoría mundial.
El ganador final fue Chris Froome (quien además se hizo con una etapa y con la clasificación de la montaña). Le acompañaron en el podio Nairo Quintana (vencedor de la clasificación de jóvenes) y Alejandro Valverde , respectivamente.

## Recorrido
El recorrido tuvo nueve etapas llanas, tres de media montaña, siete de montaña con seis llegadas en alto, una contrarreloj individual y una por equipos. Seis lugares donde parten o llegan etapas fueron inéditos: Utrecht, Neeltje-Jans, Livarot, La Pierre-Saint-Martin, Muret y Sèvres. Los seis finales en alto en etapas de montaña fueron, La Pierre-Saint-Martin (10.ª), Cauterets (11.ª), Plateau de Beille (12.ª), Pra Loup (17.ª), La Toussuire (18.ª) y Alpe d'Huez (20.ª). A estos se sumaron la cortas subidas del Muro de Huy, el Muro de Bretaña y Côte de la Croix Neuve.
El kilometraje total, de 3360 km, fue el menor desde la edición de 2002, y las nueve llegadas cuesta arriba y el corto tramo contrarreloj individual de 14 km (frente a los 54 km de 2014) fue la menor distancia de contrarreloj individual desde el Tour de Francia 1934 y favorecieron a los escaladores puros. Según el director de la carrera Christian Preudhomme, la decisión de reducir los kilómetros contra el crono se debió a que "son menos espectaculares, solo interesan a los especialistas y las sigue mucha menos gente", además de que el Tour es un espectáculo, en una etapa en línea se muestra el paisaje y en la contrarreloj es siempre lo mismo. La contrarreloj en la novena etapa obligó a las formaciones a minimizar los abandonos durante la primera semana, aunque este hecho violó una normativa UCI, que impide realizar este tipo de etapas luego del primer tercio de la carrera por ello tuvo que pedir un permiso especial para poder realizarlo.

### Primera semana

#### Tres días en los Países Bajos y Bélgica

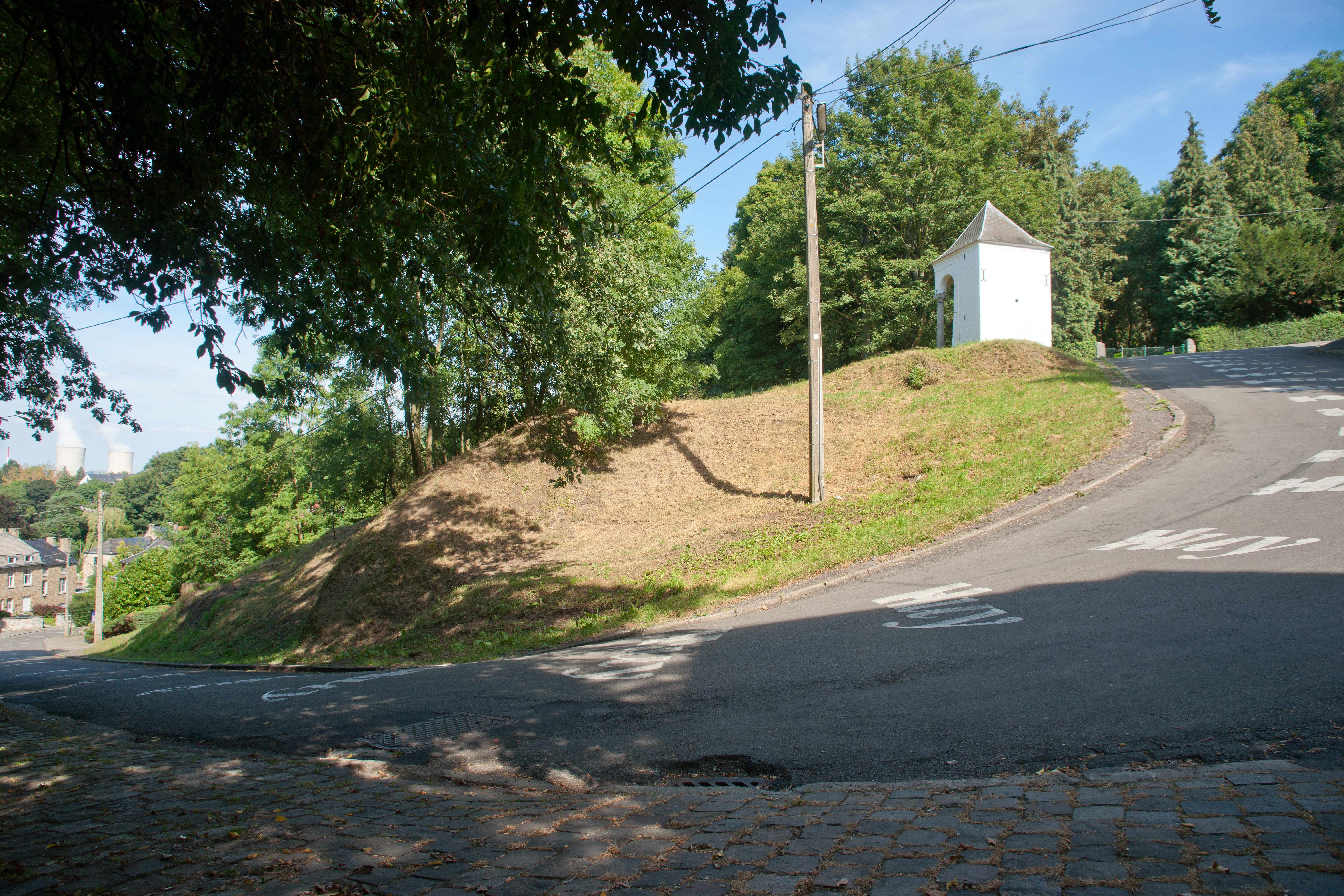
Muro de Huy, final de la 3.ª etapa.

El Tour 2015 dio inicio con una contrarreloj en la ciudad neerlandesa de Utrecht. Fue la única crono individual en esta edición con un recorrido de 13,8 km y en un trayecto plano y sin dificultades. Al día siguiente y partiendo de la misma ciudad se llegó a la isla de Neeltje-Jans donde finalizó la 2.ª etapa, también en un recorrido llano. La tercera jornada fue en Bélgica, en la ciudad de Amberes y en el recorrido se encontraron varias cotas utilizadas en la Flecha Valona. El final fue en el tradicional Muro de Huy donde es la llegada de esta clásica. Aún en suelo belga partió la 4.ª etapa, que fue la más larga de esta edición con más de 220 km. A los 140 km de recorrido se entró en territorio francés siendo en final en Cambrai. Esta jornada estuvo caracterizada por los 6 tramos de pavé que debieron recorrer, sumando un total de 13,3 km. Estos sectores, a excepción del primero estuvieron concentrados en los últimos 30 km de la etapa.

#### Noroeste de Francia
Las siguientes etapas los llevó al noroeste de Francia, con recorridos sin mayores dificultades excepto algunas cotas de cuarta categoría en la sexta etapa. Amiens, Le Havre y Fougères fueron los finales de la quinta, sexta y séptima etapa, previo a la jornada número 8 que partiendo en Rennes tendrá el final en el Mûr-de-Bretagne, una colina de 293 m cuyo ascenso es de 2 km de longitud con una pendiente media del 6,9 %. La novena etapa entre Vannes y Plumelec, fue la contrarreloj por equipos sobre 28 km. El recorrido fue bastante quebrado y finalizará con el ascenso a la Côte de Cadoudal (1,7 km al 6,2 %). Luego de esta etapa tendrán el primer día de descanso donde se trasladarán hacia el sur para las etapas pirenaicas.

### Segunda semana

#### Los Pirineos

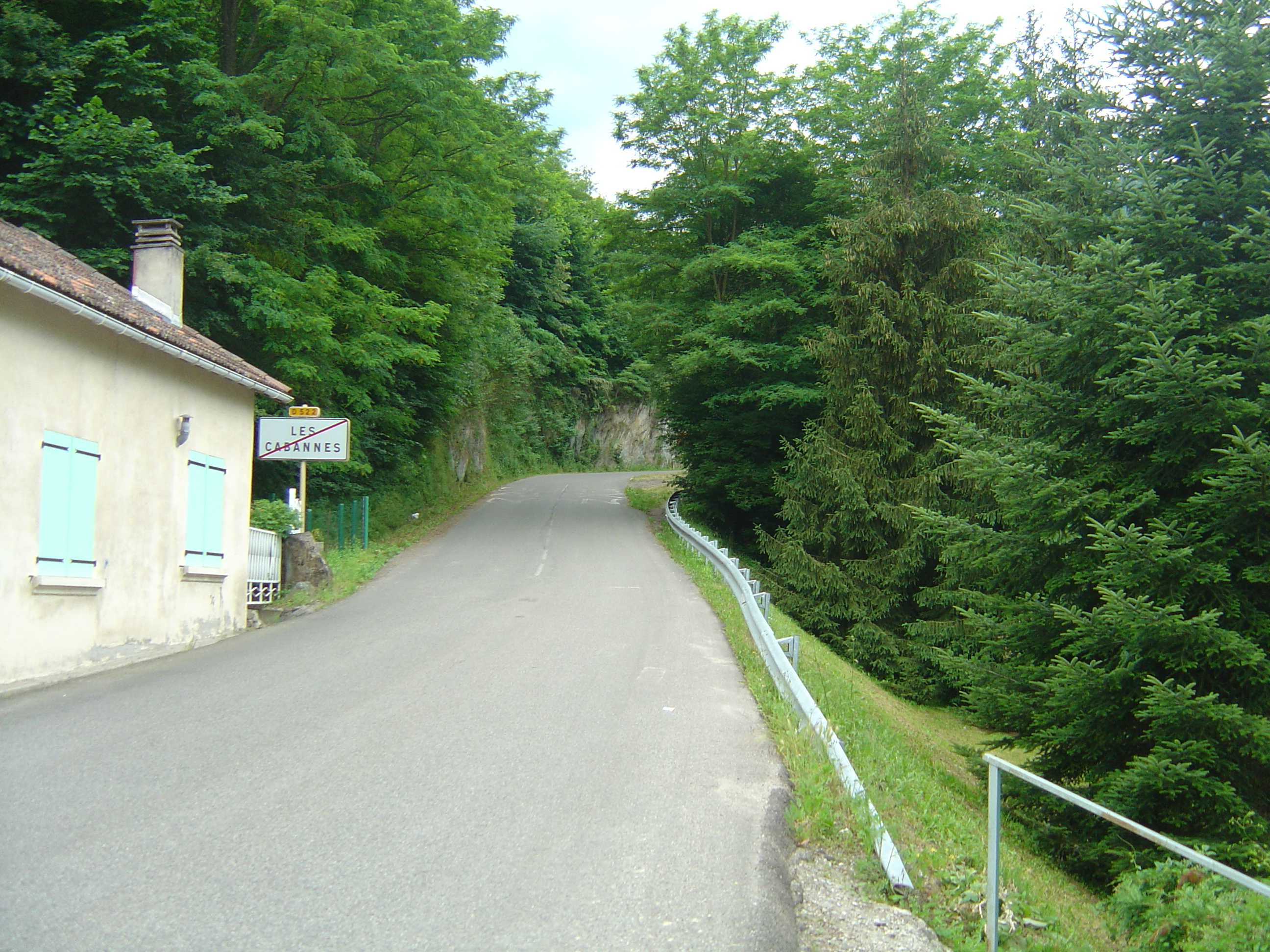
Comienzo de la subida a Plateau de Beille.

La carrera se reinició en los Pirineos donde se disputaron 3 etapas. La primera partió en Tarbes y tuvo el primer final de alta montaña con un puerto de categoría especial (HC) en estación de esquí La Pierre-Saint-Martin. La decimoprimera etapa salió de Pau y finalizó con el puerto de 3ª categoría en Cauterets con pasajes previos por el Col d'Aspin de 1ª categoría y el Tourmalet de categoría especial. Para finalizar el paso por los Pirineos, la 12.ª etapa fue la más dura con 4 puertos de montaña; Portet-d'Aspet (2ª categoría), Col de la Core (1ª), Port de Lers (1ª) y el final en Plateau de Beille (HC).

#### El Macizo Central y llegada a los Alpes
A continuación la carrera se dirigió hacia el Macizo Central. La 13.ª etapa partió en la inédita localidad de Muret (en las cercanías de Toulouse), teniendo como final Rodez. Una jornada de media montaña fue la decimocuarta etapa entre Rodez y Mende, donde el final fue similar a las etapas finalizadas en el Muro de Huy y el Muro de Bretaña. Estará ubicado en la Côte de la Croix Neuve (3 km al 10,1 %) en el aeródromo de la ciudad, el mismo lugar que fue utilizado en 2010. Saliendo de Mende, la siguiente etapa se descenderá hasta el Valle del Ródano para finalizar en Valence. Para finalizar la segunda semana, Bourg-de-Péage-Gap en el departamento de Altos Alpes fue la 16.ª etapa, donde hicieron una vuelta previa por la ciudad y subieron el Col de Manse de 2.ª categoría antes del final.

### Tercera semana

#### El valle de la Maurienne y Alpe d'Huez

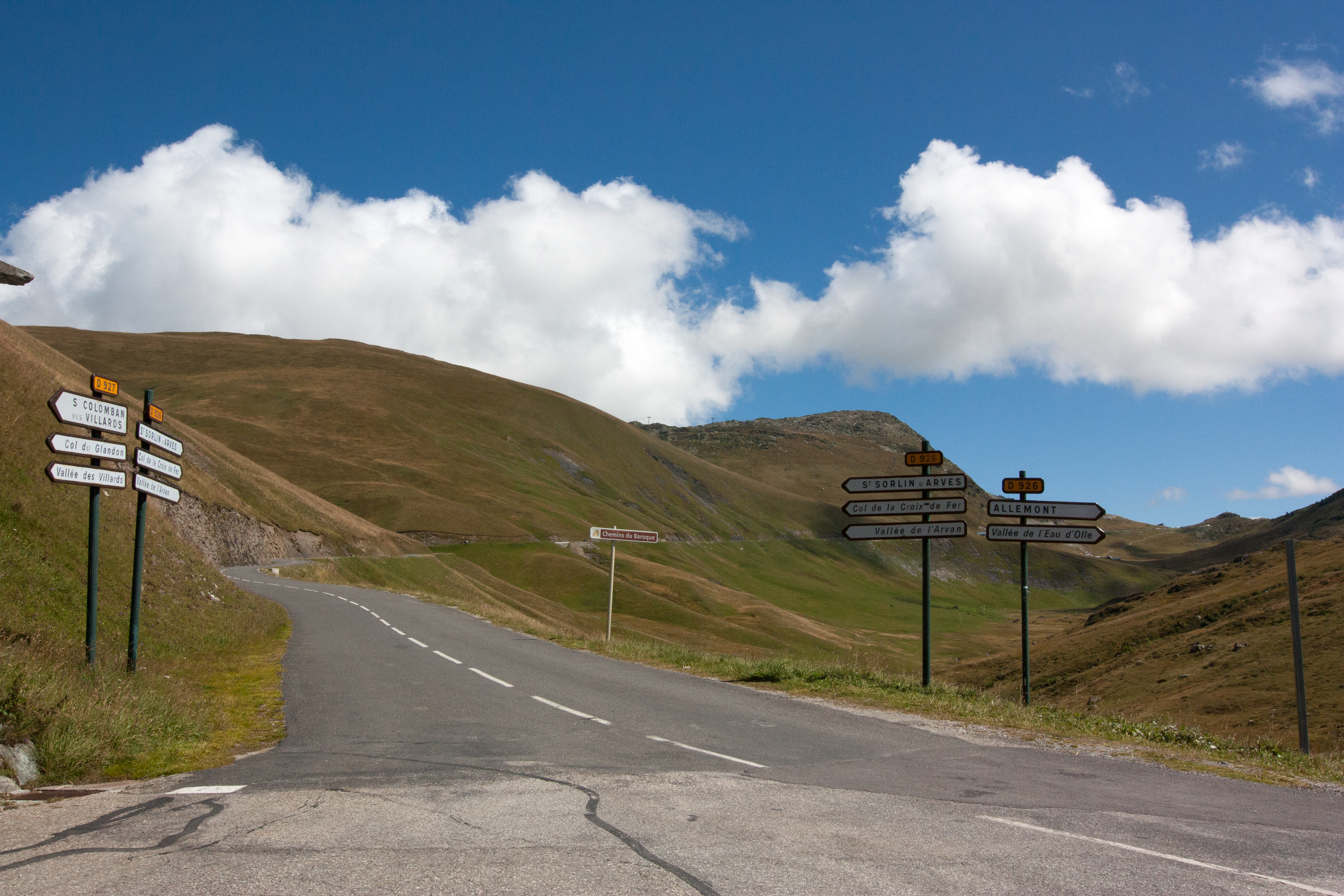
Col du Glandon, vista de la vertiente norte.

Luego del descanso en Gap, se afrontaron las 4 etapas alpinas, donde la primera fue entre Digne-les-Bains y la estación de esquí de Pra Loup, un ascenso de 2ª categoría teniendo previamente que subir el Col d'Allos de 1ª categoría. La 18.ª etapa entre Gap y Saint-Jean-de-Maurienne tuvo siete puertos de montaña, tres de 3ª categoría, tres de 2ª y uno de categoría especial. Destacó el Col du Glandon (HC) a 40 km de meta y el Lacets de Montvernier (2ª) a menos de  10 km. La etapa 19 fue corta, de 138 km pero con 4 ascensos; el Col du Chaussy (1ª), el Col de la Croix de Fer (HC) pasando por el Col du Glandon, el Col du Mollard (2ª) y el final en la estación de esquí de La Toussuire (1ª). La penúltima etapa y última de montaña, partió en Modane y se subió nuevamente el Col de la Croix de Fer (pero en sentido contrario al día anterior), para descender hacia Bourg-d'Oisans y comenzar el ascenso al Alpe d'Huez. Al día siguiente se trasladaron a los suburbios de París, y en Sèvres comenzó la última etapa, que como es tradicional finalizó con el circuito en los Campos Elíseos.

##### Cambio en el recorrido
La 20.ª etapa, con final en el Alpe d'Huez, sufrió modificaciones en el recorrido. En principio se había acordado llegar a Bourg-d'Oisans desde el Col du Télégraphe y el Col du Galibier, pero deslizamientos de tierra en el túnel Chambon obligaron a la organización a cambiar el recorrido, sustituyendo el Galibier por La Croix de Fer. Como consecuencia, el premio Henri Desgrange, otorgado al ciclista que pasa primero por el puerto de mayor altitud, fue en el Col d'Allos (2250 m s. n. m.) y no fue en el Galibier que se encontraba a 2645 m s. n. m.

### Altimetría. Perfiles de las etapas

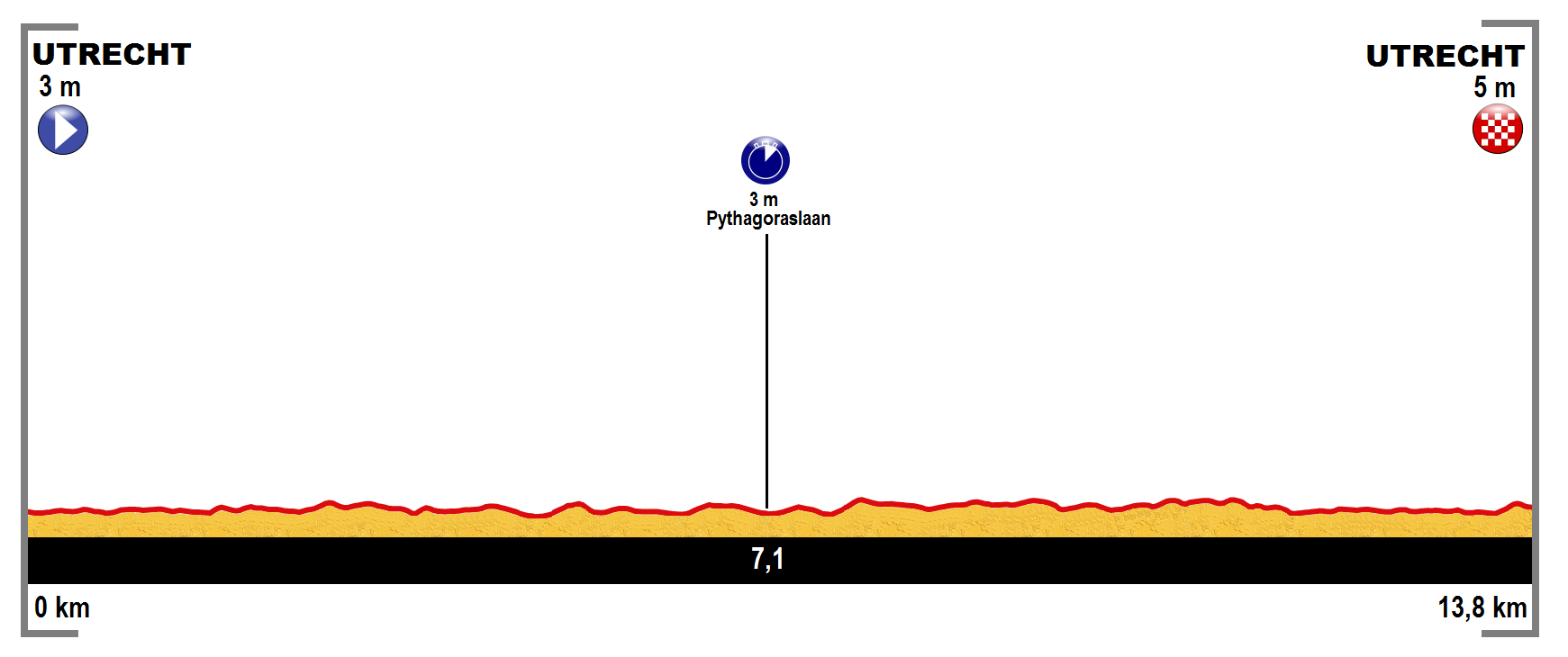
Altimetría de la primera etapa

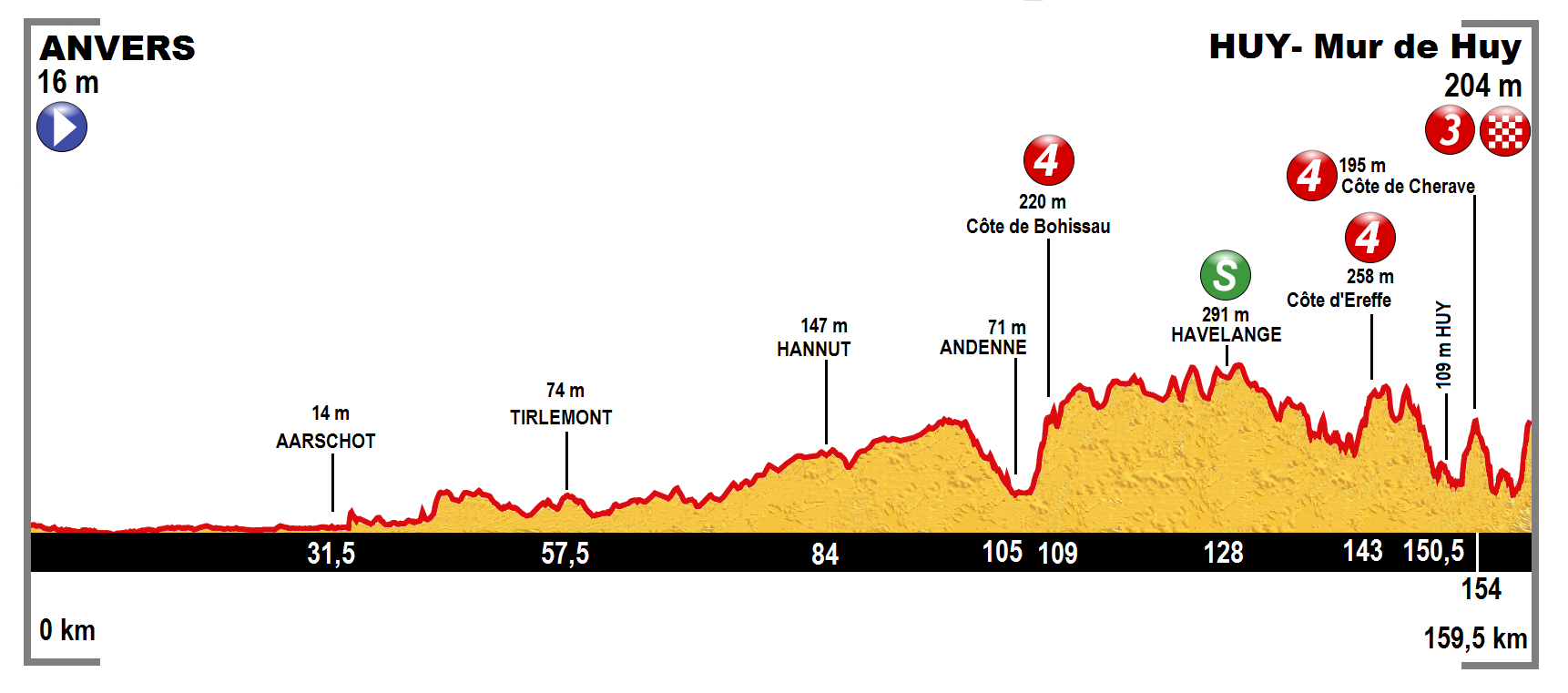
Altimetría de la tercera etapa

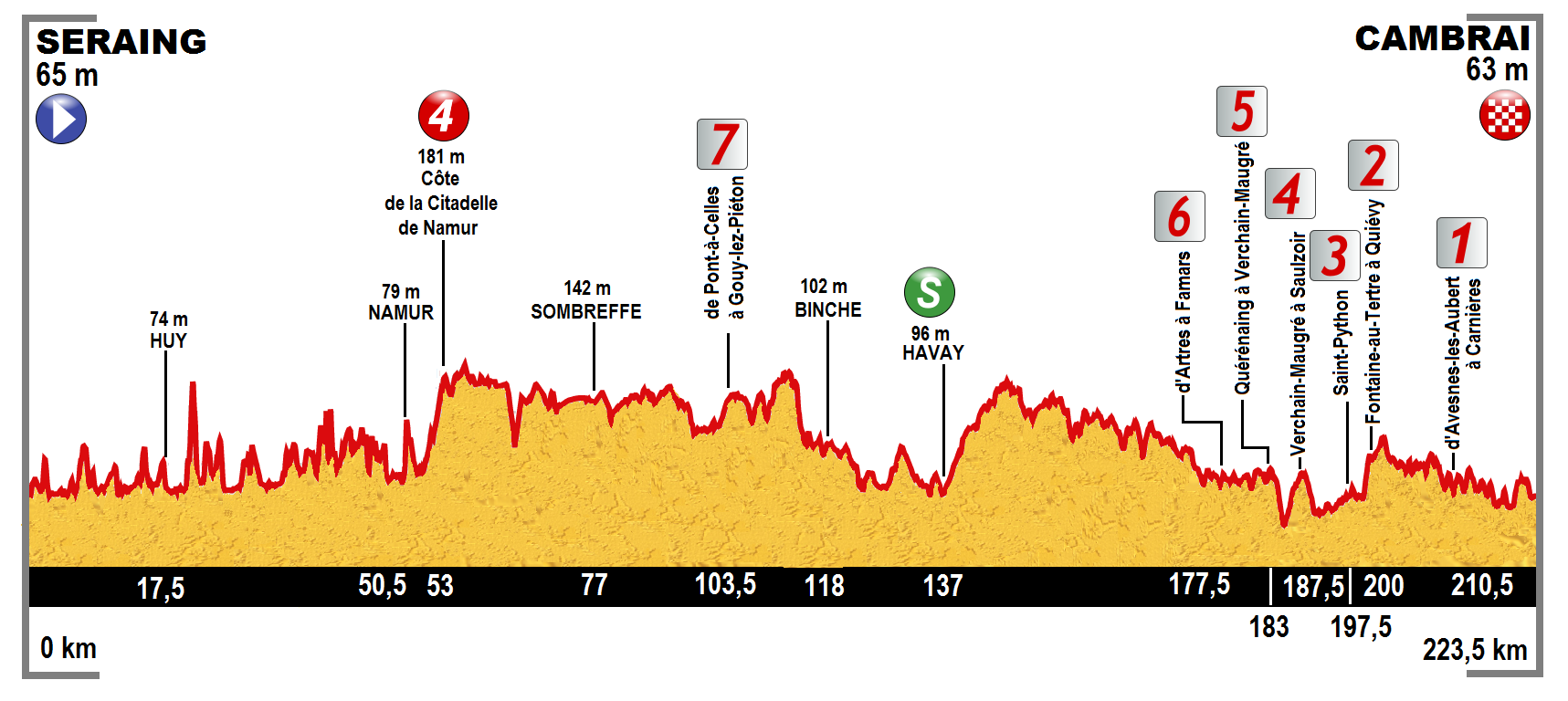
Altimetría de la cuarta etapa

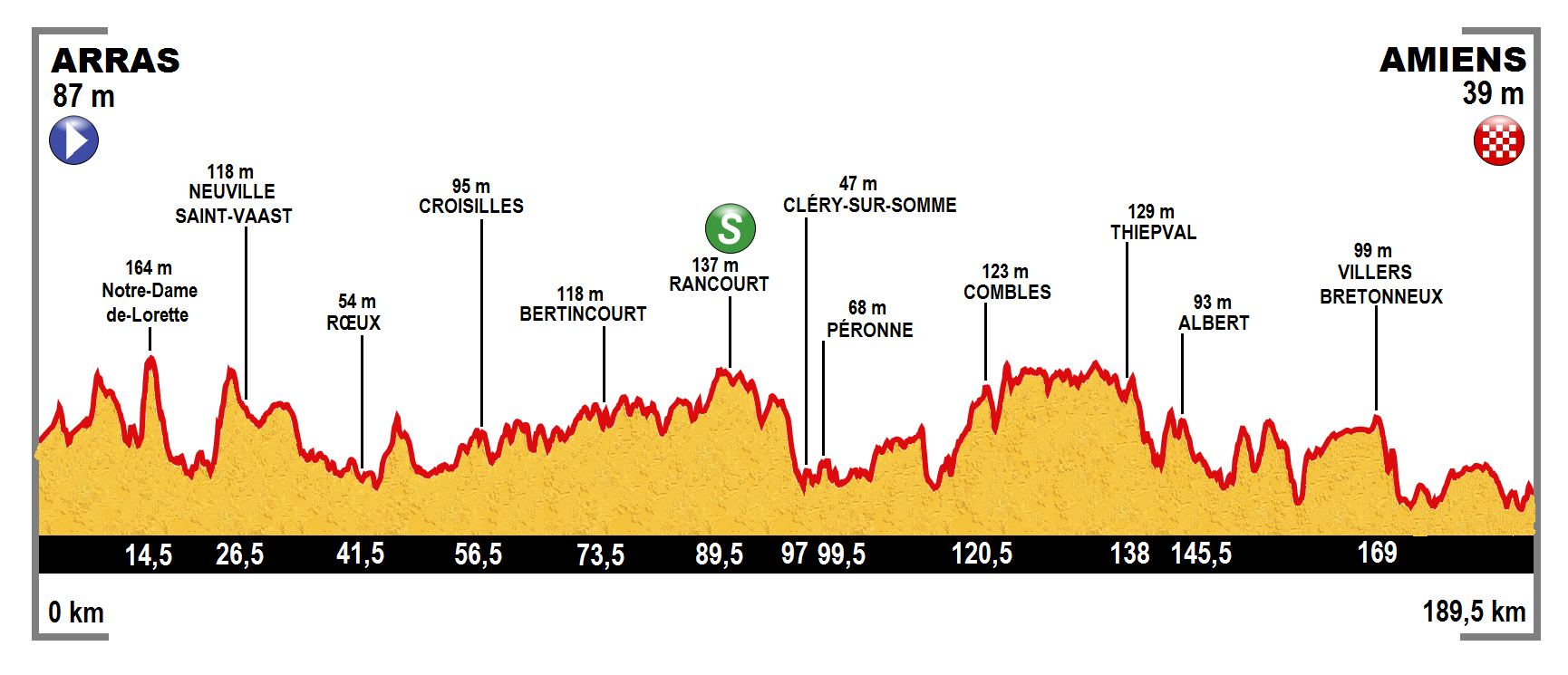
Altimetría de la quinta etapa

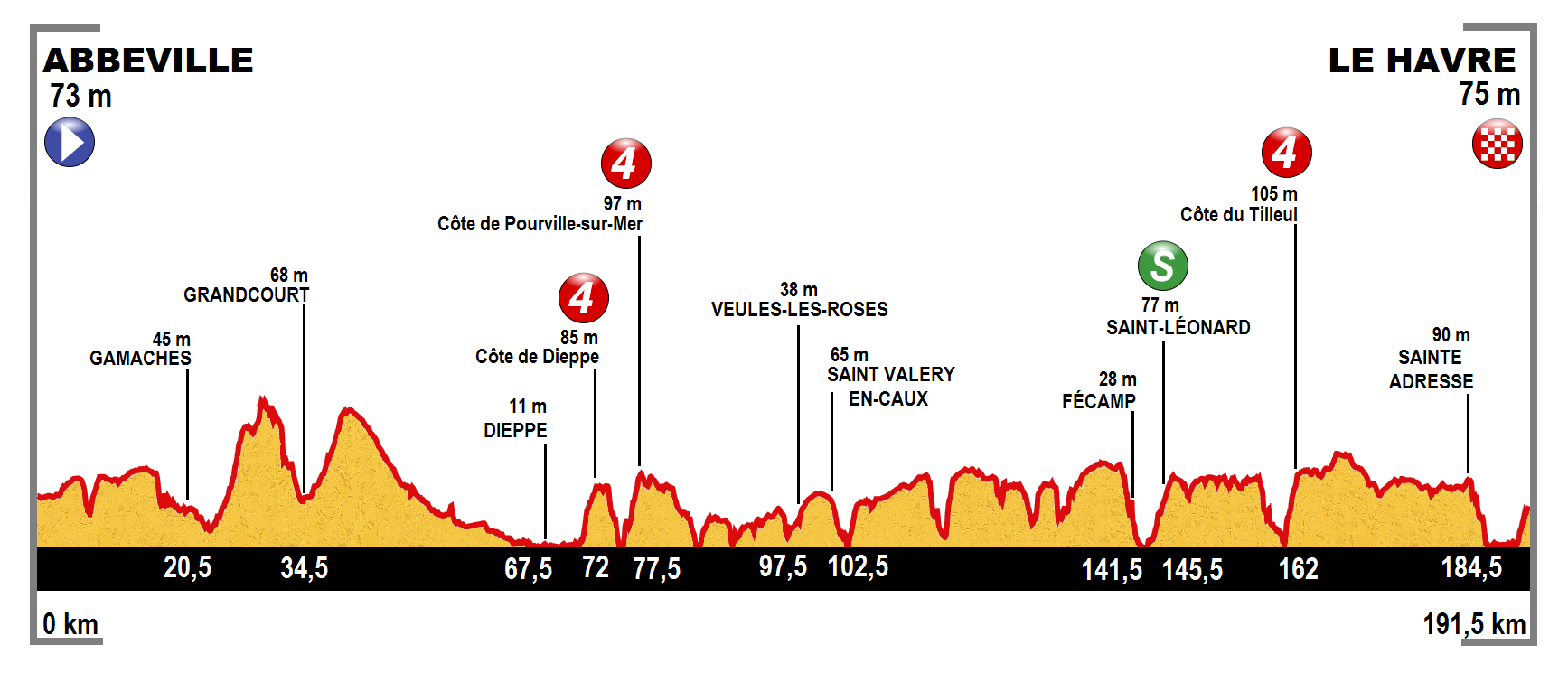
Altimetría de la sexta etapa

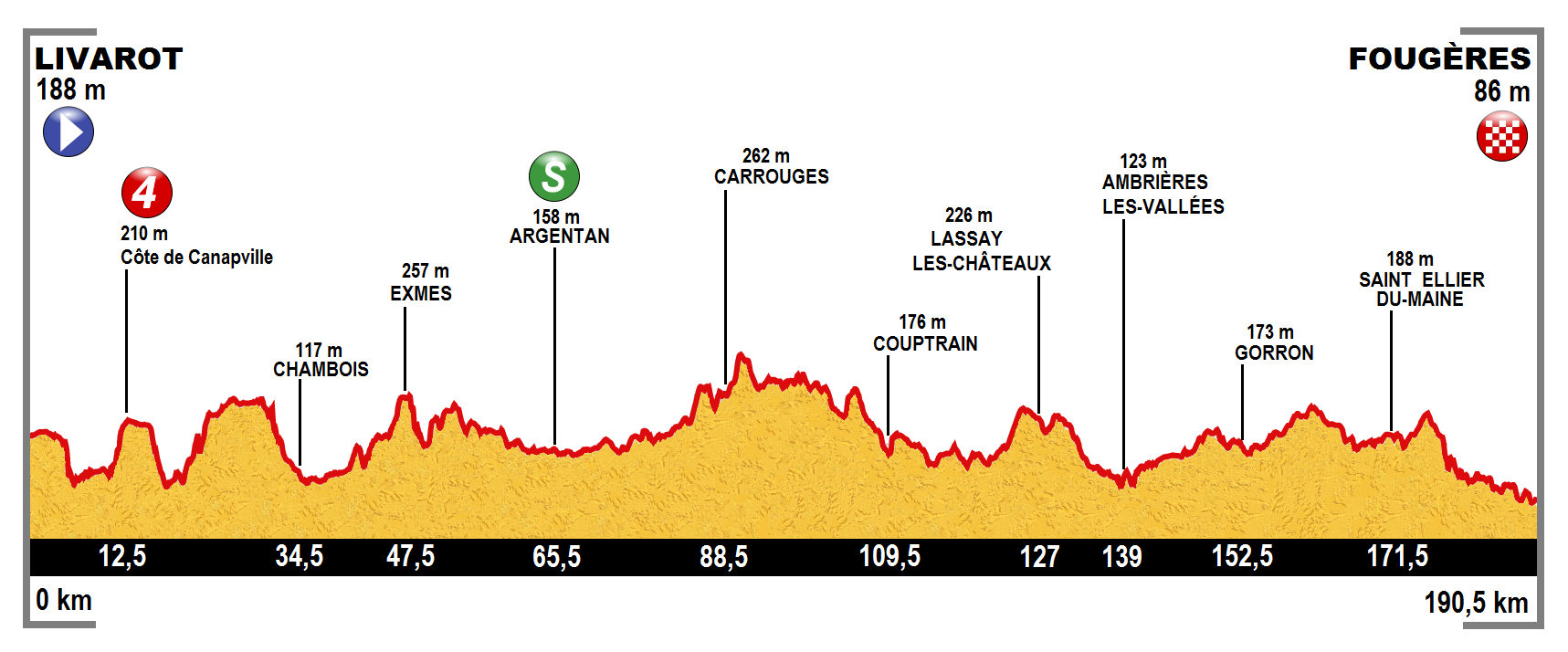
Altimetría de la séptima etapa

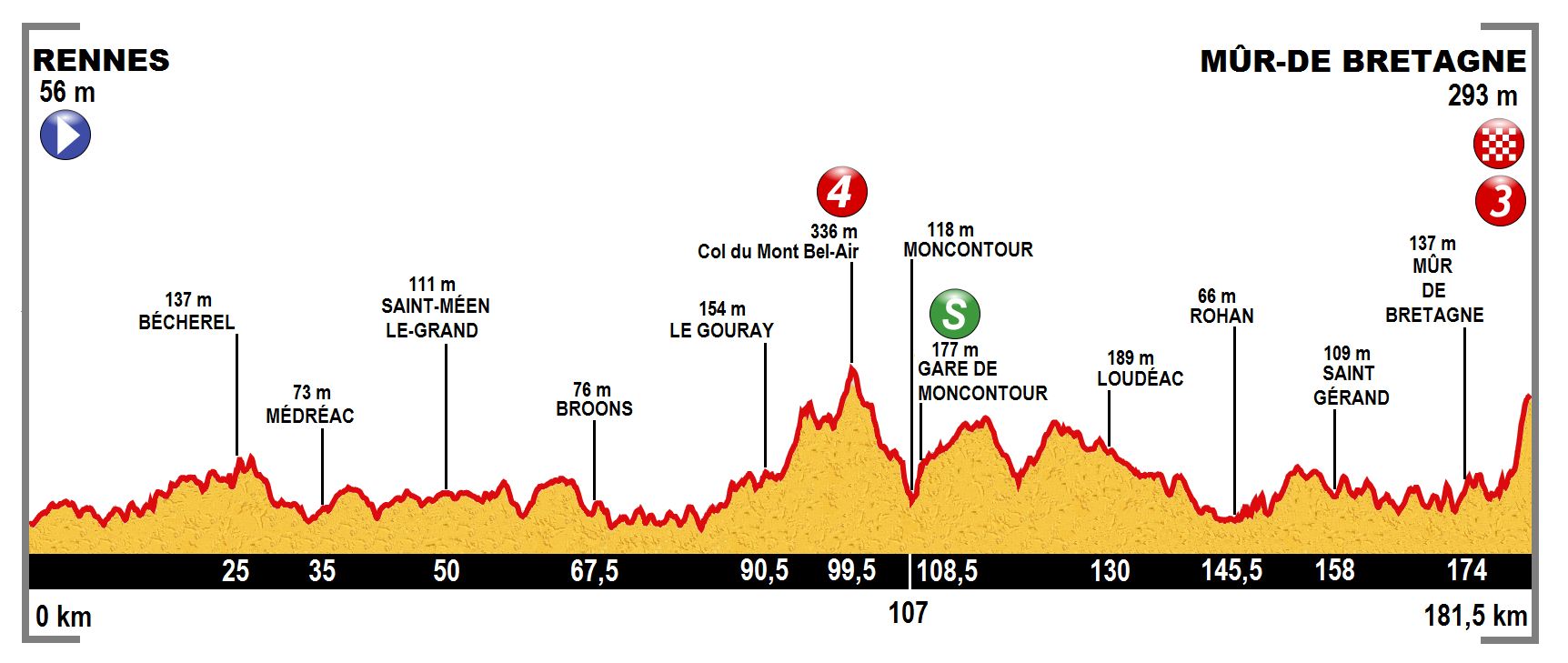
Altimetría de la octava etapa

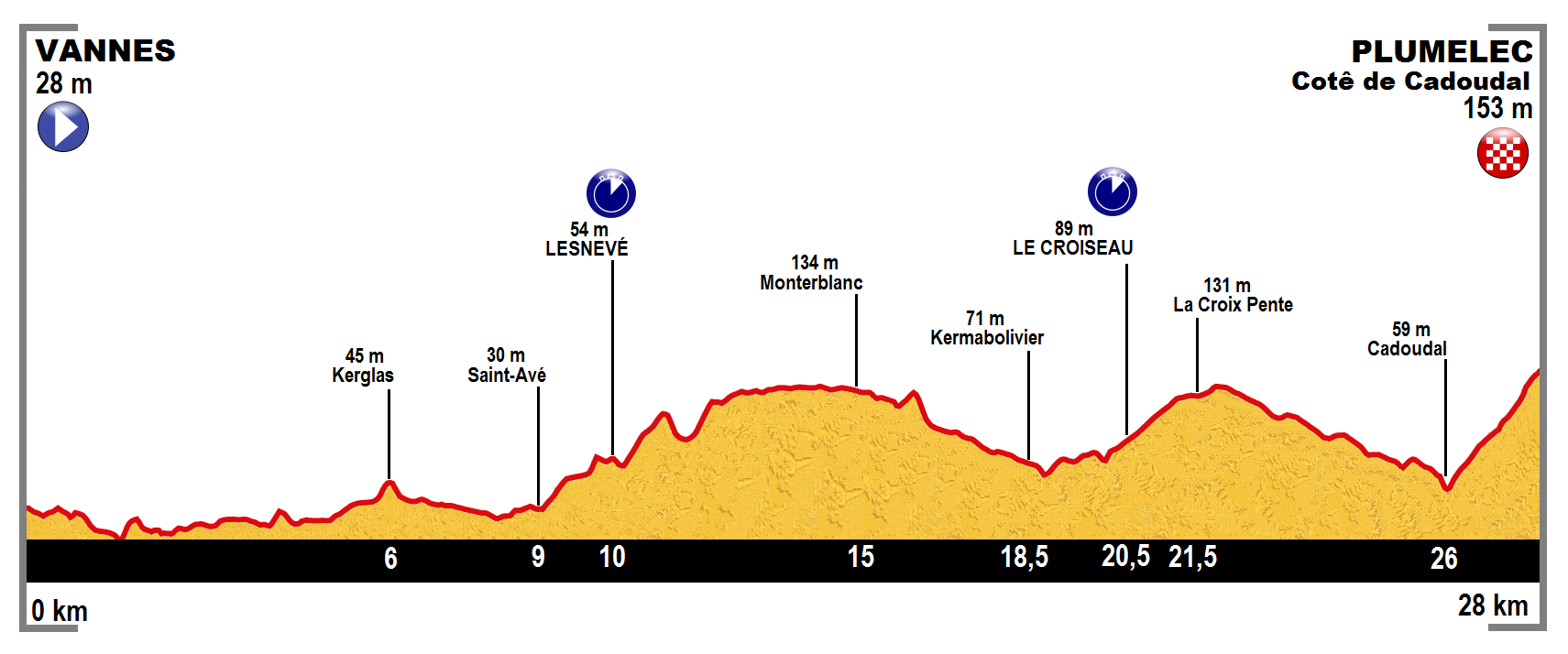
Altimetría de la novena etapa

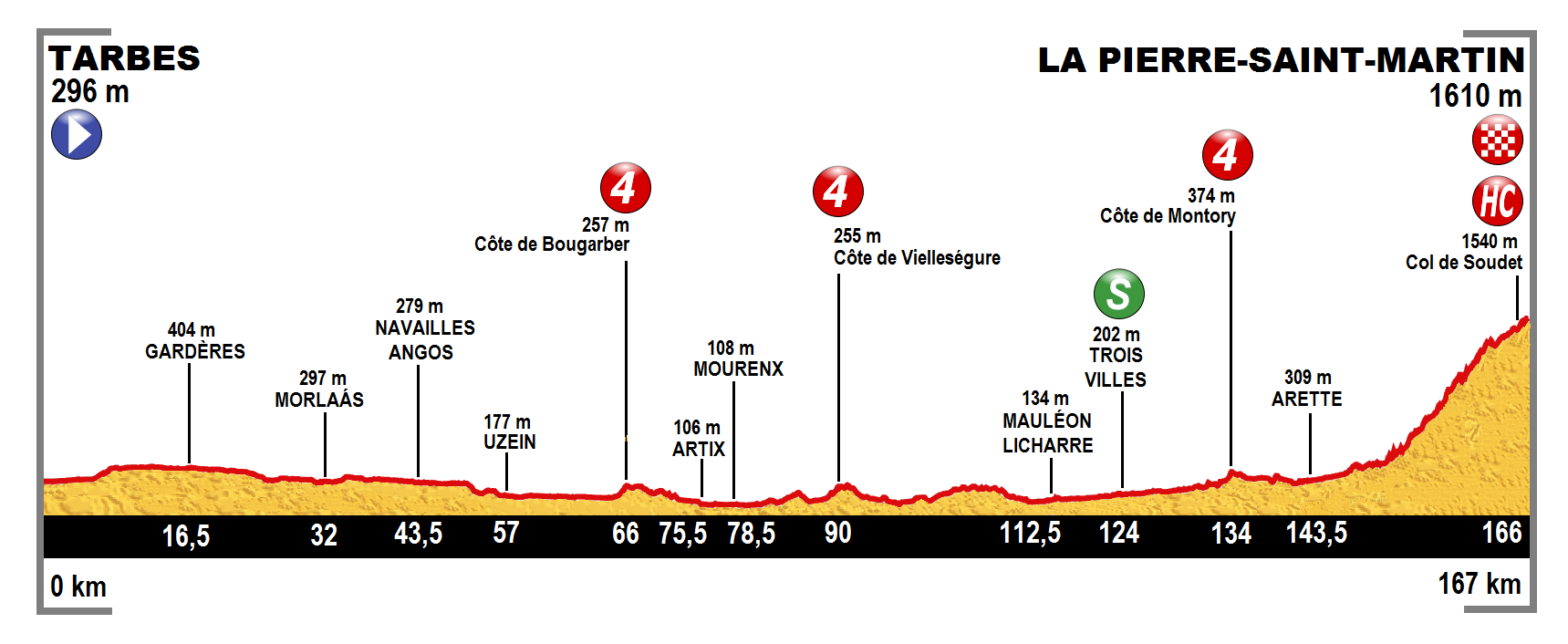
Altimetría de la décima etapa

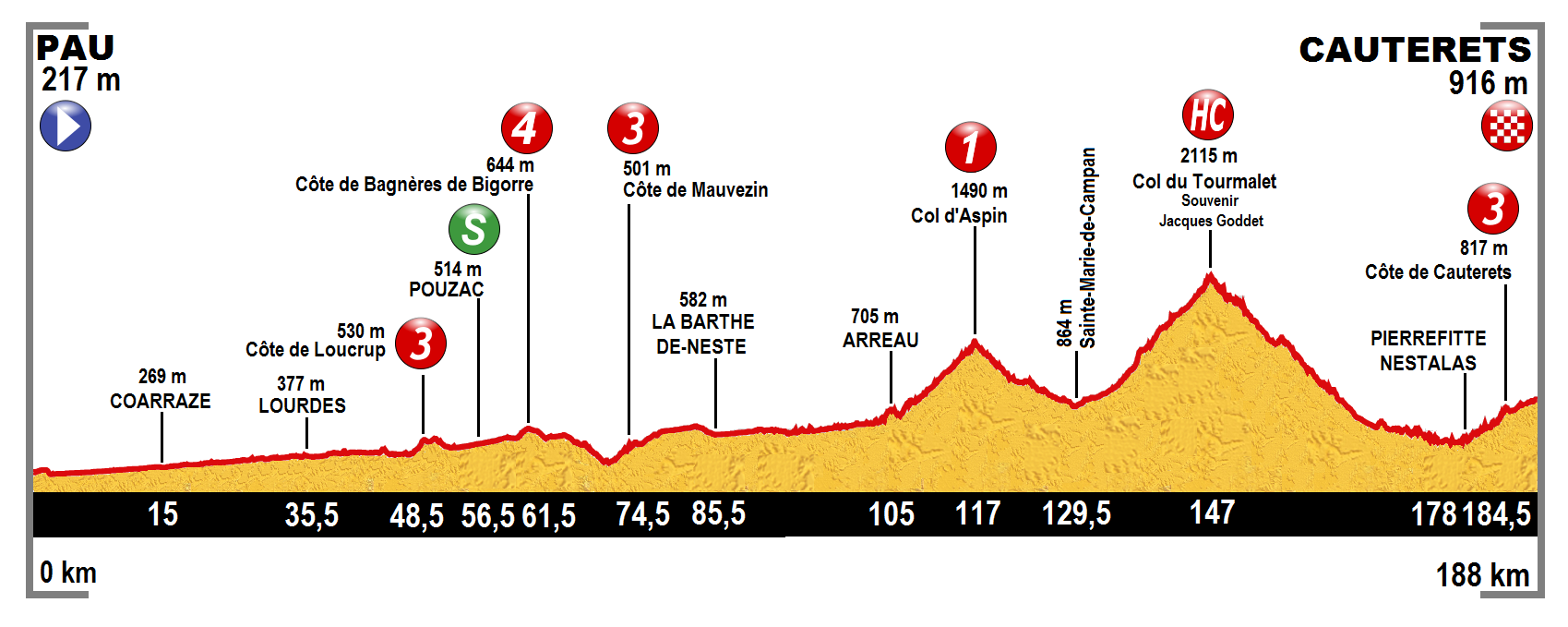
Altimetría de la undécima etapa

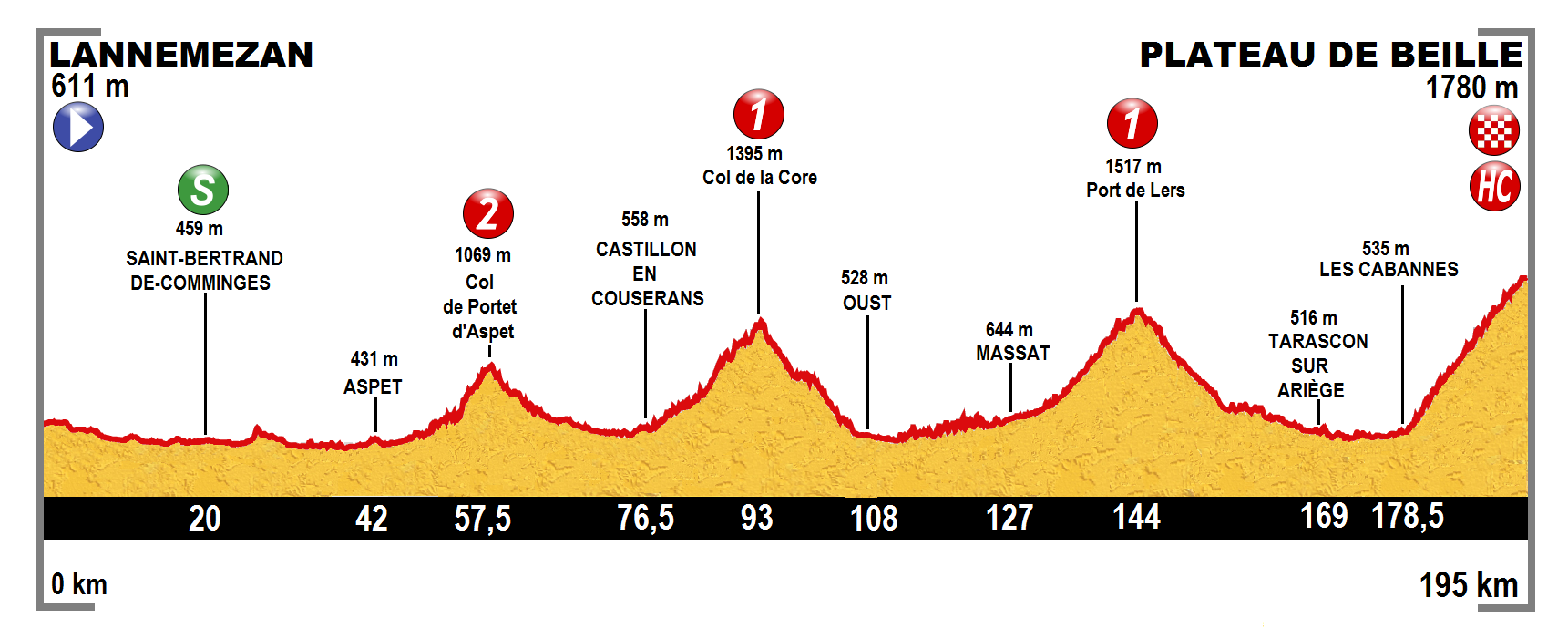
Altimetría de la duodécima etapa

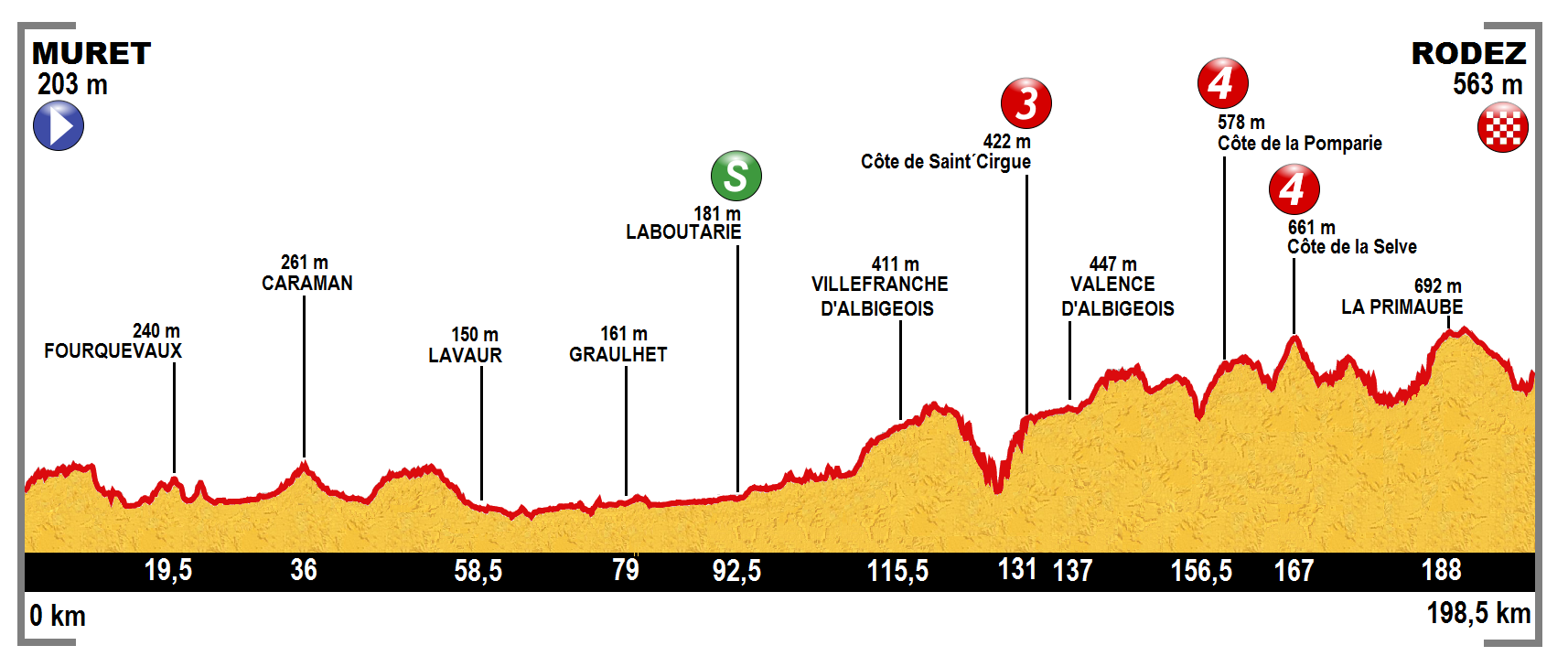
Altimetría de la decimotercera etapa

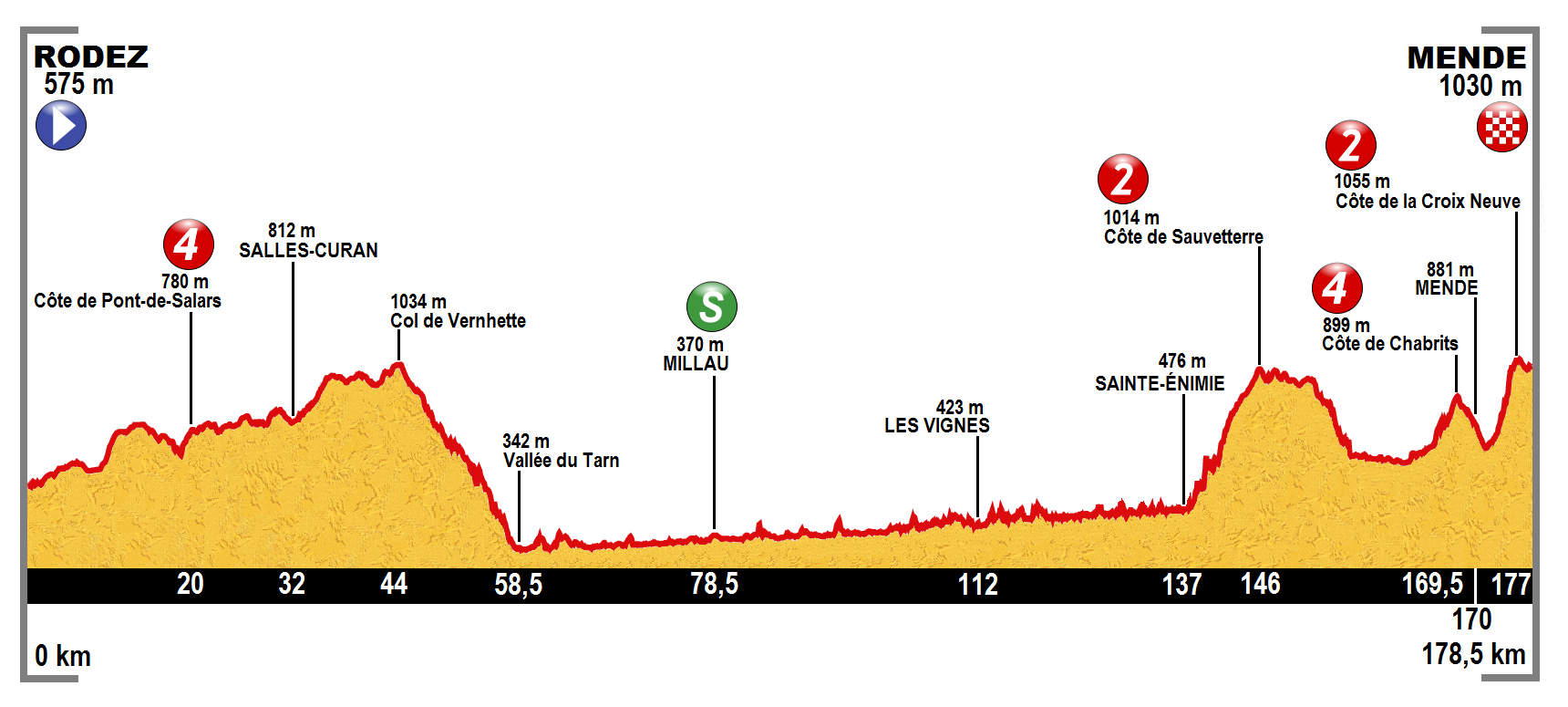
Altimetría de la decimocuarta etapa

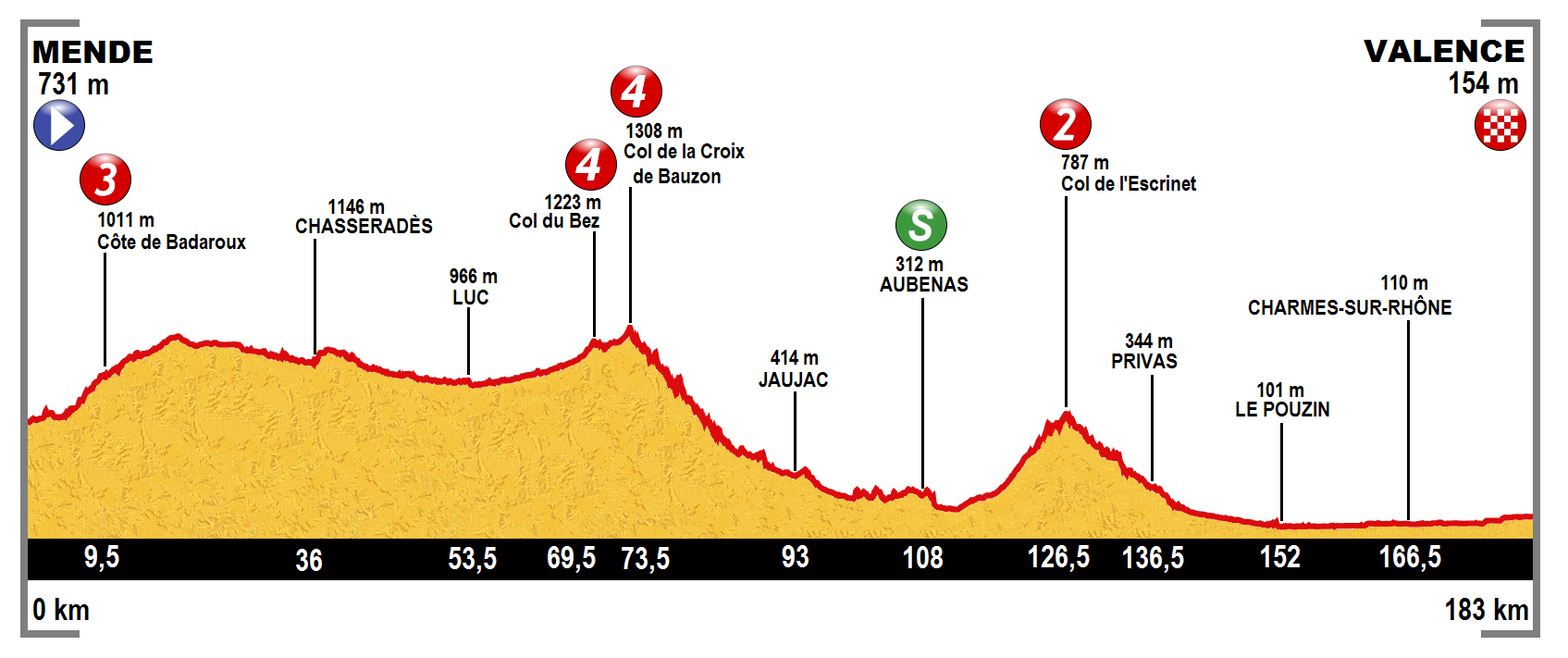
Altimetría de la decimoquinta etapa

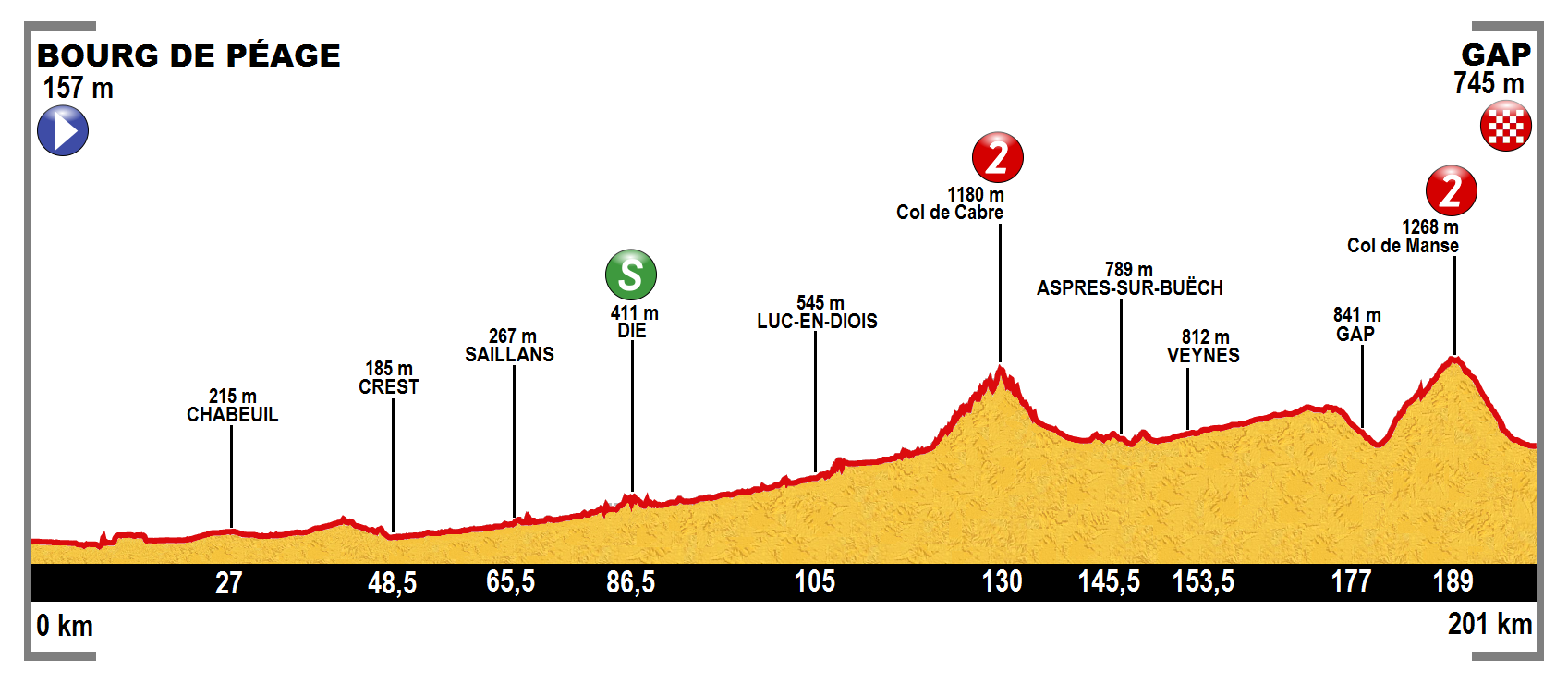
Altimetría de la decimosexta etapa

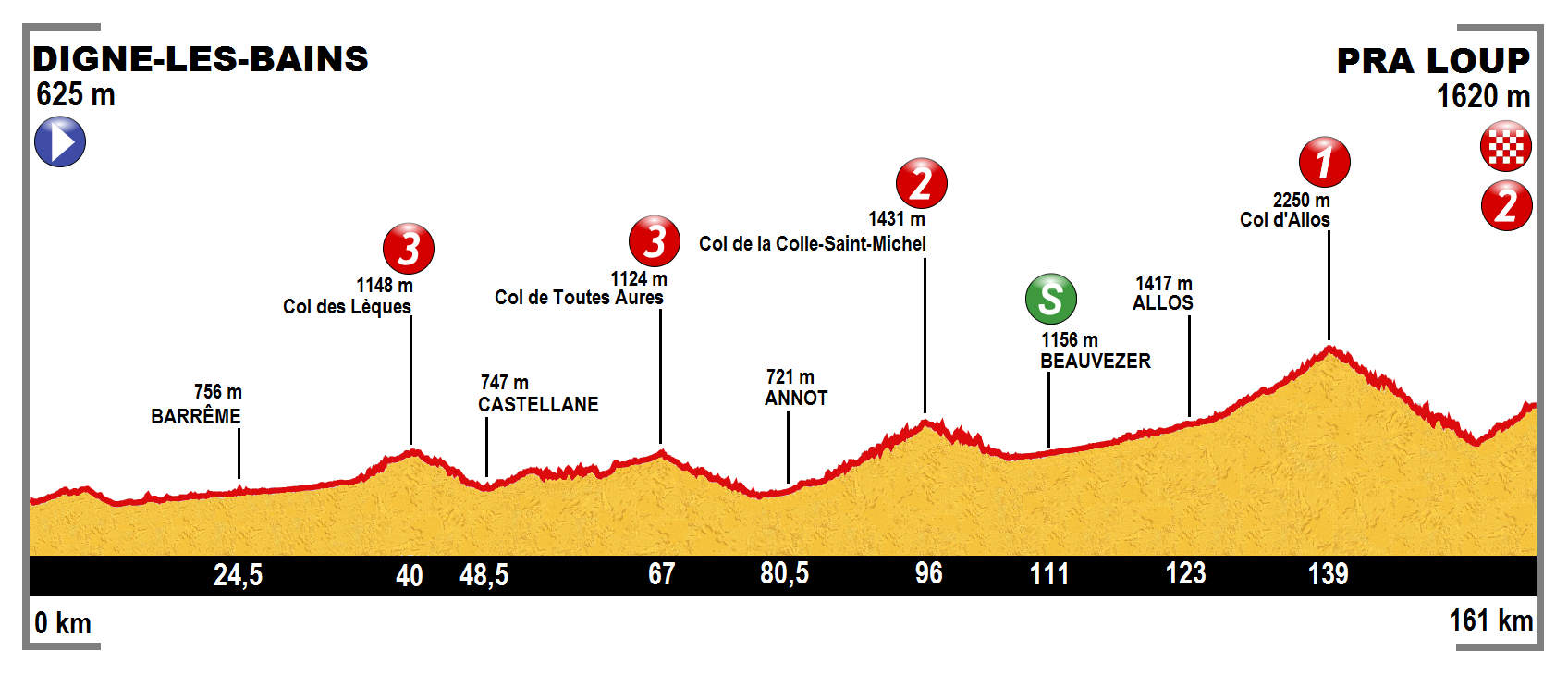
Altimetría de la decimoséptima etapa

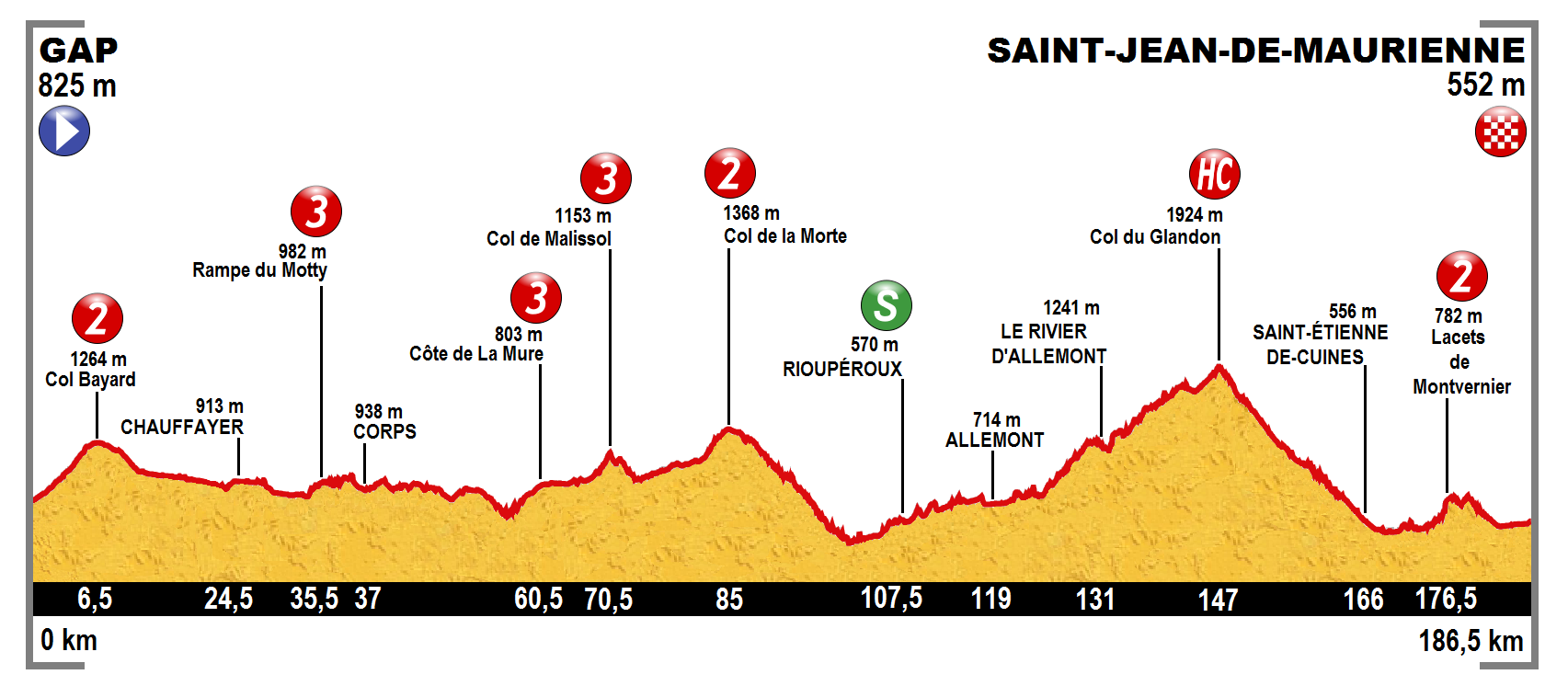
Altimetría de la decimoctava etapa

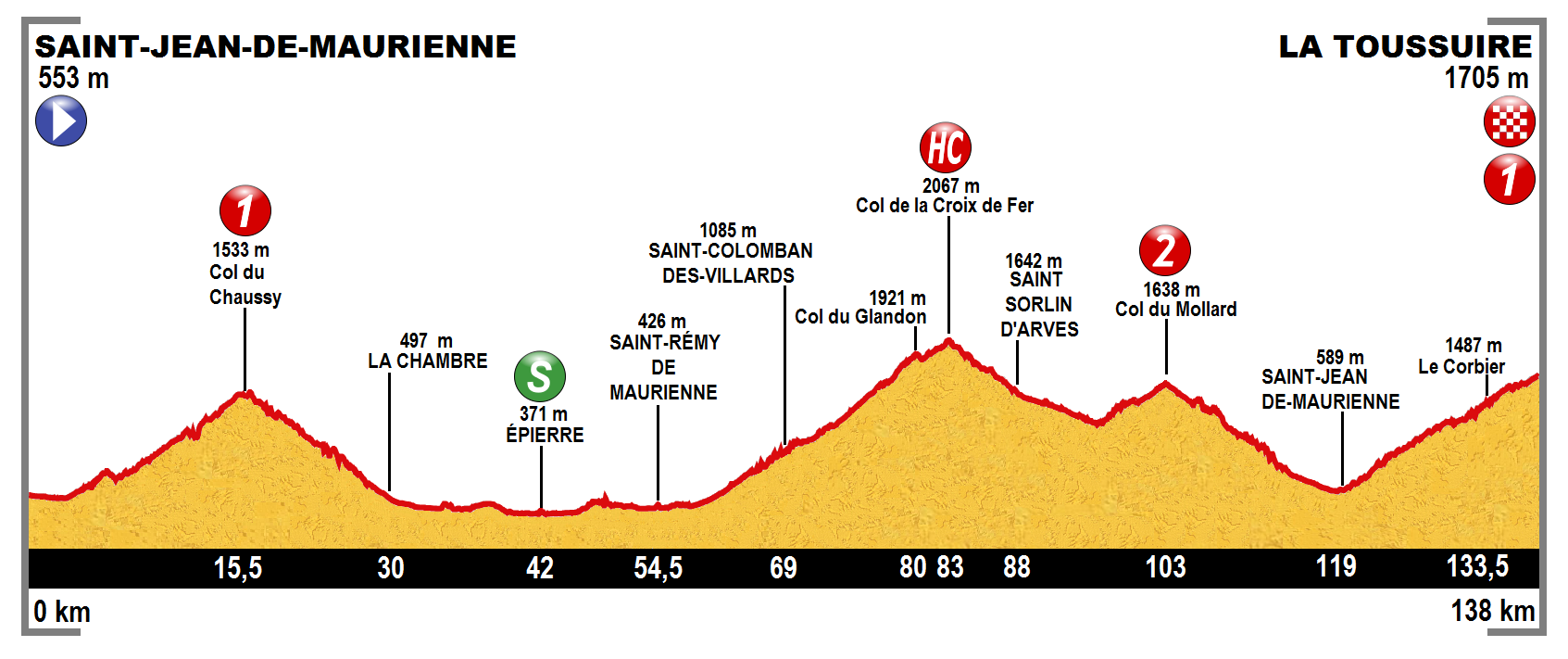
Altimetría de la decimonovena etapa

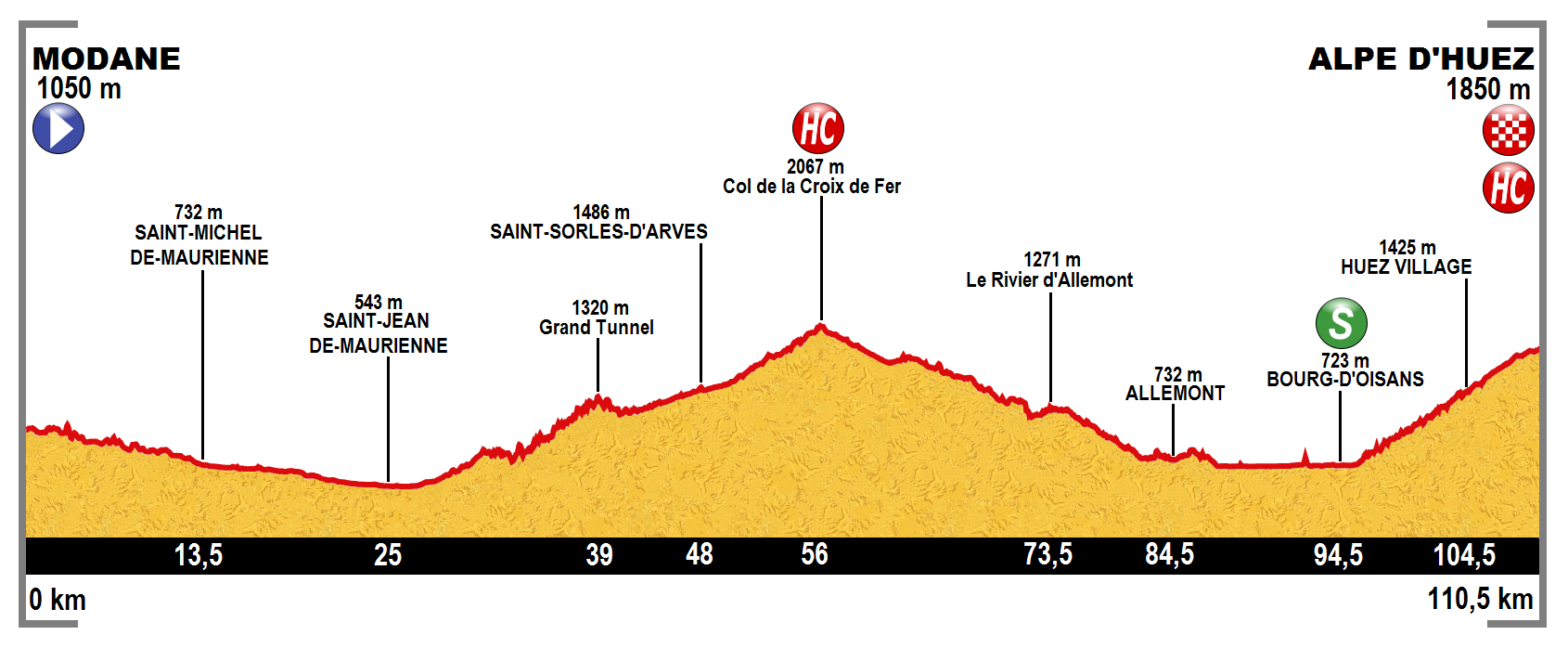
Altimetría de la vigésima etapa

|  |  |

## Participantes

### Equipos
El 14 de enero de 2015 la Amaury Sport Organisation confirmó los 22 equipos que disputarían la carrera: los 17 de categoría UCI ProTeam (al ser obligada y tener asegurada su participación); más 5 de categoría Profesional Continental invitados por la organización (Cofidis, Solutions Crédits, Bora-Argon 18, Bretagne-Séché Environnement, Team Europcar y MTN Qhubeka). Formando así un pelotón de 198 ciclistas (cerca del límite de 200 establecido para carreras profesionales), con 9 corredores cada equipo, de los que acabaron 160. La participación del MTN Qhubeka, fue un hecho histórico ya que fue primer equipo africano que toma la salida en el Tour que además incluyó a dos corredores eritreos (los primeros del África negra en disputar un Tour). Los equipos participantes fueron:
| WorldTeams (17)- AG2R La Mondiale - Astana - BMC Racing Team - Cannondale-Garmin - Etixx-Quick Step - FDJ - Giant-Alpecin - IAM Cycling - Katusha - Lampre-Merida - Lotto NL-Jumbo - Lotto-Soudal - Movistar Team - Orica-GreenEDGE - Sky - Tinkoff-Saxo - Trek Factory Racing Equipos continentales profesionales (5)- Bora-Argon 18 - Bretagne-Séché Environnement - Cofidis, Solutions Crédits - Europcar - MTN-Qhubeka |
| |

### Favoritos
Previo al inicio de la carrera, cuatro corredores se destacan nítidamente como favoritos para ganar el Tour sobre el resto de los participantes. Alberto Contador, llega con 44 días de carrera y es reciente ganador del Giro de Italia habiendo apostado este año por las dos carreras. Chris Froome es quien menos ha competido la presente temporada con 27 días. Luego de la decepción del año anterior intenta revalidar su título de 2013 y llega con la reciente victoria en el Critérium del Dauphiné. Nairo Quintana, mejor joven del Tour en 2013 y ganador del Giro 2014, llega con una victoria este año en la Tirreno-Adriático y 36 días de competición. Vincenzo Nibali, campeón defensor, no ha tenido una temporada de lo mejor. Llega con 36 días de carrera y 10.º en el Tour de Romandía fue su mejor posición. Con aspiración a estar entre los primeros lugares, entre otros destacan los franceses Thibaut Pinot y Romain Bardet, los españoles Joaquim Rodríguez y Alejandro Valverde, el Neerlandés Bauke Mollema, y el estadounidense Tejay Van Garderen.

## Reglamento

### Coeficientes para el fuera de control
La organización de la carrera estableció un baremo de coeficientes de dificultad en las etapas para establecer el tiempo límite de llegada. Su superación conlleva a la descalificación. Se establecieron seis coeficientes: el 1 es para las etapas llanas con pocas o ninguna dificultad. El coeficiente 2 es para etapas de recorrido accidentado, el 3 para etapas cortas de recorrido accidentado, el 4 a etapas de gran dificultad, el 5 para etapas de gran dificultad pero con recorridos cortos y el 6 para la contrarreloj individual y la de equipo. Dependiendo del coeficiente de la etapa, los ciclistas se les adjudica un porcentual para llegar a meta de acuerdo a la velocidad media del ganador de la etapa.
- Coeficiente 1 (etapa sin dificultad): 2.ª, 5.ª, 6.ª, 7.ª, 15.ª, 21.ª. Los ciclistas tienen entre un 3 y un 11 % más de tiempo para llegar que el ganador.
- Coeficiente 2 (etapas de recorrido accidentado): 3.ª, 4.ª, 8.ª, 13.ª, 14.ª, 16.ª. Los ciclistas tienen entre un 6 y un 18 % más de tiempo para llegar que el ganador.
- Coeficiente 3 (etapas cortas de recorrido accidentado): 10.ª. Los ciclistas tienen entre un 10 y un 22 % más de tiempo para llegar que el ganador.
- Coeficiente 4 (etapas de gran dificultad): 11.ª, 12.ª, 17.ª, 18.ª. Los ciclistas tienen entre un 7 y un 18 % más de tiempo para llegar que el ganador.
- Coeficiente 5 (etapas cortas de gran dificultad): 19.ª, 20.ª. Los ciclistas tienen entre un 11 y un 22 % más de tiempo para llegar que el ganador.
- Coeficiente 6 (etapas contrarreloj): 1.ª, 9.ª. Los ciclistas tienen un 30 % más de tiempo para llegar que el ganador.

### Clasificación por puntos
En cada etapa, excepto la contrarreloj por equipos, se otorgan puntos para la clasificación por el maillot verde. Según el coeficiente de las etapas son asignados los siguientes puntos al orden de llegada de cada una.
- Etapas de coeficiente 1: A los 15 primeros en llegar (50-30-20-18-16-14-12-10-8-7-6-5-4-3-2)
- Etapas de coeficiente 2 y 3: A los 15 primeros en llegar (30-25-22-19-17-15-13-11-9-7-6-5-4-3-2)
- Etapas de coeficiente 4 y 5: A los 15 primeros en llegar (20-17-15-13-11-10-9-8-7-6-5-4-3-2-1)
- Etapa contrarreloj individual: A los 15 primeros (20-17-15-13-11-10-9-8-7-6-5-4-3-2-1)
- Sprints intermedios: A los 15 primeros en pasar (20-17-15-13-11-10-9-8-7-6-5-4-3-2-1) y habrá uno por cada etapa

### Clasificación de la montaña
Para la clasificación de la montaña (maillot de puntos rojos), se asignan puntos a los primeros corredores en coronar los puertos puntuables. Los ascensos están divididos en 5 categorías que van desde los más difíciles (la Categoría Especial o HC) hasta la 4.ª categoría. Según la categoría la distribución de puntos es la siguiente.
- Categoría HC: 25-20-16-14-12-10-8-6-4-2 respectivamente del 1.º al 10.º
- 1.ª categoría: 10-8-6-4-2-1 respectivamente del 1.º al 6.º
- 2.ª categoría: 5-3-2-1 respectivamente del 1.º al 4.º
- 3.ª categoría: 2-1 a los 2 primeros ciclistas
- 4.ª categoría: 1 punto al primer ciclista.
- Nota: En las llegadas en alto de las etapas 10,12,17,19 y 20, fue el doble del puntaje establecido.

### Otras clasificaciones
- Mejor Joven: la clasificación del mejor joven estará reservada para los corredores nacidos después del 1 de enero de 1990. El líder de esta clasificación portará el maillot blanco.
- Por equipos: para la clasificación por equipos se sumará los 3 mejores tiempos individuales de cada equipo por etapa, a excepción de la 9ª (contrarreloj por equipos) que el tiempo de la formación lo marcará el 5.º corredor en llegar. El equipo líder tendrá sus dorsales con fondo amarillo.
- Premio de la combatividad: en cada etapa fue designado por un jurado presidido por el director de la carrera, el corredor más combativo. En la etapa siguiente deberá portar el dorsal con fondo rojo.

### Bonificaciones
Tras siete ediciones fueron nuevamente incorporadas las bonificaciones en tiempo. Las mismas se descontarán de la clasificación individual (y la de mejor joven) a los corredores que las obtengan y se otorgarán en todas las etapas excepto en la contrarreloj individual y por equipos. Las bonificaciones fueron de 10, 6 y 4 segundos del primero al tercero en cada etapa.

## Etapas
| Etapa      | Fecha     | Recorrido                                           | type                     | Distancia (km) | Ganador           | Líder             |
| ---------- | --------- | --------------------------------------------------- | ------------------------ | -------------- | ----------------- | ----------------- |
| 1.ª etapa  | 4 de jul  | Utrecht – Utrecht                                   | contrarreloj individual  | 13,8           | Rohan Dennis      | Rohan Dennis      |
| 2.ª etapa  | 5 de jul  | Utrecht – Neeltje-Jans                              | etapa llana              | 166            | André Greipel     | Fabian Cancellara |
| 3.ª etapa  | 6 de jul  | Amberes – Huy                                       | etapa escarpada          | 159,5          | Joaquim Rodríguez | Chris Froome      |
| 4.ª etapa  | 7 de jul  | Seraing – Cambrai                                   | etapa escarpada          | 221,5          | Tony Martin       | Tony Martin       |
| 5.ª etapa  | 8 de jul  | Arrás – Amiens                                      | etapa llana              | 189,5          | André Greipel     | Tony Martin       |
| 6.ª etapa  | 9 de jul  | Abbeville – El Havre                                | etapa llana              | 191,5          | Zdeněk Štybar     | Tony Martin       |
| 7.ª etapa  | 10 de jul | Livarot – Fougères                                  | etapa llana              | 190,5          | Mark Cavendish    | Chris Froome      |
| 8.ª etapa  | 11 de jul | Rennes – Mûr-de-Bretagne                            | etapa escarpada          | 181,5          | Alexis Vuillermoz | Chris Froome      |
| 9.ª etapa  | 12 de jul | Vannes – Plumelec                                   | contrarreloj por equipos | 28             | BMC Racing Team   | Chris Froome      |
| 10.ª etapa | 14 de jul | Tarbes – Col de la Pierre St Martin                 | etapa de montaña         | 167            | Chris Froome      | Chris Froome      |
| 11.ª etapa | 15 de jul | Pau – Cauterets                                     | etapa de montaña         | 188            | Rafał Majka       | Chris Froome      |
| 12.ª etapa | 16 de jul | Lannemezan – Plateau de Beille                      | etapa de montaña         | 195            | Joaquim Rodríguez | Chris Froome      |
| 13.ª etapa | 17 de jul | Muret – Rodez                                       | etapa escarpada          | 198,5          | Greg Van Avermaet | Chris Froome      |
| 14.ª etapa | 18 de jul | Rodez – Mende                                       | etapa escarpada          | 178,5          | Stephen Cummings  | Chris Froome      |
| 15.ª etapa | 19 de jul | Mende – Valence                                     | etapa escarpada          | 183            | André Greipel     | Chris Froome      |
| 16.ª etapa | 20 de jul | Bourg-de-Péage – Gap                                | etapa escarpada          | 201            | Rubén Plaza       | Chris Froome      |
| 17.ª etapa | 22 de jul | Digne-les-Bains – Pra-Loup                          | etapa de montaña         | 161            | Simon Geschke     | Chris Froome      |
| 18.ª etapa | 23 de jul | Gap – Saint-Jean-de-Maurienne                       | etapa de montaña         | 186,5          | Romain Bardet     | Chris Froome      |
| 19.ª etapa | 24 de jul | Saint-Jean-de-Maurienne – Fontcouverte-la Toussuire | etapa de montaña         | 138            | Vincenzo Nibali   | Chris Froome      |
| 20.ª etapa | 25 de jul | Modane – Alpe d'Huez                                | etapa de montaña         | 110,5          | Thibaut Pinot     | Chris Froome      |
| 21.ª etapa | 26 de jul | Sèvres – Avenida de los Campos Elíseos              | etapa llana              | 109,5          | André Greipel     | Chris Froome      |

## Desarrollo general

### Primeras 2 etapas
La contrarreloj inicial ganada por Rohan Dennis le permitió vestirse de amarillo y ser el primer líder de la carrera. El tiempo empleado por Dennis para la etapa, supuso un récord en el Tour de Francia, al superar la velocidad promedio tanto en contrarreloj como en prólogos establecidos por Greg Lemond y Chris Boardman en 1989 y 1994 respectivamente. Los candidatos a la general pusieron tiempos similares quedando todos en un puñado de segundos. Al día siguiente los pronósticos de viento y lluvia se confirmaron y la carrera se rompió a falta de 60 km para el final. Debido al viento se produjeron abanicos que partieron al pelotón en varios grupos. Un pelotón puntero de 24 corredores  donde estaban Chris Froome y Alberto Contador definió la etapa que fue ganada por André Greipel, mientras que Vincenzo Nibali y Nairo Quintana llegaban retrasados a casi un minuto y medio. Dennis tampoco llegó adelante, pasando a encabezar la clasificación el suizo Fabian Cancellara.

### Neutralización de la tercera etapa
La 3ª etapa fue neutralizada durante algunos kilómetros poco antes de la Côte de Bohissau debido a una caída numerosa. Primero fue a ritmo neutralizado hasta parar definitivamente al comprobar que no existían asistencias sanitarias suficientes como para garantizar la seguridad de la carrera.
En la tercera etapa se subió al Muro de Huy, junto a otros tres puertos de cuarta categoría. Al principio de la etapa, un grupo de cuatro ciclistas protagonizaron la primera fuga de la etapa. Lo más destacado fue la caída de u grupo de ciclistas a cincuenta km de la meta. Por ello, William Bonnet, Dmitry Kozontchuk, Simon Gerrans y Tom Dumoulin se retiraron de la competencia por los golpes sufridos. Otros, como el maillot amarillo Fabian Cancellara, pudieron continuar pero doloridos. También se paró la etapa en la subida al primer puerto de la etapa.
Al final, llegaron en dos grupos, el más alejado a 5 minutos, y Purito Rodríguez y Chris Froome se disputaron la victoria de etapa, llevándosela el primero de todos, Purito Rodríguez. Al día siguiente Fabian Cancellara no tomó la salida debido a que los médicos confirmaron que se rompió dos vértebras.

### Últimas etapas de la primera semana, más caídas
La cuarta etapa constaba de siete tramos de pavé y la etapa estuvo marcada por algún intento de romper la carrera. Vincenzo Nibali y su equipo intentaron romper el grupo en distintas ocasiones, sin embargo la mayoría de líderes estuvieron atentos a todos los ataques. La única pérdida considerable de tiempo de los hombres de la general se la llevó Thibaut Pinot que perdió 3:23 en la línea de meta debido a un pinchazo. La victoria fue para Tony Martin que atacó en los últimos kilómetros sorprendiendo a los equipos de los sprinters. Con esta victoria Tony Martin se hizo con el maillot amarillo superando a Christopher Froome en 12 segundos. La quinta fue más tranquila que las anteriores pero hubo tramos de gran nerviosismo debido al viento donde en uno de ellos el pelotón se partió en dos unidades. Todos los hombres de la general y los sprinters iban en el grupo de cabeza. La victoria fue para André Greipel.
La etapa posterior fue una etapa tranquila, con una fuga que llegó a más de 11 minutos y que acabó con el último fugado a 4 kilómetros de meta. El nerviosismo de estos últimos kilómetros desembocó en una caída de Tony Martin que al desplazarse a la derecha tocó a un corredor del Giant-Alpecin y en la que se vieron involucrados Vincenzo Nibali y Nairo Quintana. No perdieron tiempo puesto que la caída tuvo lugar a un kilómetro del final pero, Christopher Froome se convirtió en el nuevo líder de la carrera una vez que se confirmó el abandono de Tony Martin debido a una rotura de clavícula.
Ya en la séptima etapa, Chris Froome no aceptó llevar el maillot amarillo debido a la caída y posterior retirada de Tony Martin (antiguo líder). No tuvo mucha emoción esta etapa, debido a su final al sprint, donde Mark Cavendish ganaría por delante de André Greipel y Peter Sagan, respectivamente.

### 8ª y 9ª etapas y primer descanso
La siguiente etapa estuvo marcada por la ascensión final al puerto de 3ª categoría, el Muro de Bretagne. De nuevo se esperaría un final al sprint, pero el joven ciclista Alexis Vuillermoz fue más inteligente que los demás, sacando unos metros a Daniel Martin, Alejandro Valverde y Peter Sagan para ganar la etapa fácilmente. Además Peter Sagan enfundaría el maillot verde (puntos) ya que Greipel, su principal rival no entró entre los primeros, cosa que Sagan si hizo.
Para terminar la primera semana del Tour (realmente fueron 9 días), los ciclistas y los equipos competirían en una contrarreloj por equipos de 28 km, con una pequeña ascensión final. BMC Racing, Sky, Movistar, Astana y Tinkoff-Saxo eran los equipos favoritos a ganar la contrarreloj. Finalmente, el BMC Team encarrilaría la segunda semana del Tour como ganadores de la contrarreloj, y posicionando a su líder, Tejay Van Garderen y Greg Van Avermaet, segundo y tercero respectivamente en la general. El equipo Sky no ganó la contrarreloj, debido a la crisis final de Nicolas Roche el quinto corredor del Sky, necesario para pasar por línea de meta. Aun así, Chris Froome, aumentaría su ventaja, respecto a los favoritos, Quintana, Contador y Níbali, este último el más perjudicado de todos.

### Tríptico pirenaico

#### Froome destroza a sus rivales y crisis de Contador y Nibali
Después del primer día de descanso, los ciclistas afrontarían la primera etapa de alta montaña, con tres puertos de 4ª categoría y uno de HC(Categoría Especial). En la subida a La Pierre-Saint-Martin, el puerto de categoría especial, Vincenzo Nibali entra en una crisis que hace que se separe del grupo puntero. También, Alberto Contador se desvanece del grupo puntero, tan solo unos segundos antes de que Richie Porte lance su ataque, al que se uniría Froome y Quintana. Con tan solo 6 km hasta el final de etapa, Froome lanza un ataque mortal para todos, incluso para el propio Quintana, escalador nato. Al final de la etapa, Froome saca más de 1 min a Quintana, 2 min a Contador y 3 min y 30 s a Níbali, encaminando la victoria final del Tour hacía él.
Ya en el segundo día de los Pirineos los ciclistas irían de Pau a Cauterets en 188 km y con 1 puerto de 4ª categoría, 3 de 3ª categoría, 1 de 1ª categoría y la Col du Tourmalet de HC(categoría especial). Al principio varios corredores inician una fuga muy elaborada, ya que anteriormente, otros ciclistas lo habían intentado, sin conseguirlo. En esta fuga cabía destacar al gran escalador del Tinkoff-Saxo, Rafał Majka, gran favorito a ganar la etapa. Pero Daniel Martin y Andriy Grivko protagonizaron una escapada del pelotón para llegar al grupo de la gran fuga del día. Grivko no pudo más y se dejó cazar por el pelotón, mientras Daniel Martin después de un gran esfuerzo en el Col d'Aspin llegó a la fuga, donde se quedó hasta el ascenso de la Col du Tourmalet. Cuando llegaron a este, Rafał Majka atacó y asestó un golpe mortal a sus compañeros de fuga, marchándose solo, llevándose consigo un buen saco de tiempo, mientras subía. En el pelotón las cosas eran parecidas, ya que este se rompía, dejando ciclistas como Thibaut Pinot, Purito Rodríguez, Romain Bardet, etc en el avismo del Tourmalet. Chris Froome, Nairo Quintana, Alberto Contador, Richie Porte, Vincenzo Nibali y unos cuántos corredores más perseguían a Majka en su paso por el Tourmalet, sin premio ninguno ya que Majka se encontraba a más de 5 minutos del grupo del maillot amarillo (Froome). Mientras, de nuevo Daniel Martin se esforzaba para cazar a Majka y pelear la victoria de etapa, pero era demasiado tarde. También, Nibali era noticia ya que se desvanecía y caía del grupo de perseguidores, siendo capaz el Tourmalet de derrocar a un rival tan difícil como Nibali. Finalmente Majka ganaba la etapa, Martin entraba a un 1 minuto, y Quintana y Contador entraban junto a Froome en línea de meta, mientras Nibali perdía más tiempo con Froome.
Para finalizar el tríptico pirenaico, los ciclistas subirían el puerto de HC(Categoría Especial) Plateau de Beille. Nada más empezar la etapa, se protagonizaría una escapada numerosa. Pero no llegaría lo interesante de la etapa, hasta los últimos 40 km, donde el protagonista sería el agua, primero en línea de meta, y más tarde en todos los lugares transitados por los ciclistas. Purito Rodríguez sería capaz de cazar a Michał Kwiatkowski, con la compañía de Jakob Fuglsang y Romain Bardet. En el grupo de favoritos, Richie Porte, Nicolas Roche, Rafał Majka y Michael Rogers, entre otros se quedarían al terminar su trabajo de gregarios de sus líder, Froome y Contador. Este último daría un hachazo, que se quedaría en falso ataque, igual que el de Vincenzo Nibali, el de Nairo Quintana y finalmente de Alejandro Valverde. Todos estos ataques serían neutralizados por Geraint Thomas gregario impresionante de Chris Froome que protagonizaría un ataque, seguido por Contador y Quintana. Finalmente, Purito Rodríguez ganaba una etapa, dura, con la presencia de la lluvia y de la gran ascensión final al Plateau de Beille. Valverde, Quintana, Froome, Contador, Van Garderen, Pinot y Nibali, serían los favoritos que entrarían todos juntos, quedando Froome como otro día de líder.

### Macizo Central Francés
Terminado el paso por los Pirineos los equipos y los ciclistas se encaminaban a los Alpes, pero pasando por el Macizo Central Francés.
La 13.ª etapa empezó en Muret y acabó en Rodez tras 198,5 km. Al principio ya de la etapa, un grupo de ciclistas protagonizaron la fuga del día, pero sin que el pelotón les dejara mucho tiempo, exactamente, menos de 5 minutos. Pese a esto, ni el Giant-Alpecin ni el Tinkoff-Saxo pudieron con el grupo de escapados. Al final de la etapa, con el puerto de 2ª categoría de Rodez el pelotón caza a la fuga, y todo se decide a un sprint entre Greg Van Avermaet (BMC Racing) y Peter Sagan (Tinkoff-Saxo), que finalmente ganó Van Avermaet. Parecía como que Sagan tuviera un gafe, debido a sus tres segundos puestos y no ganar una etapa en el Tour desde el 2013. En los favoritos no se producirían cambios, y solamente los pinchazos de Contador y Nibali, además de la caída de Peraud serían los percances de la etapa.
En la tercera etapa del paso por el Macizo Central los ciclistas fueron de Rodez a Mende con un final muy duro con rampas hasta del 12%. Ya al principio de la etapa hubo un percance con varios ciclistas, que destructuró el pelotón y obligó a personas como Alberto Contador a coger de nuevo el grupo de cabeza mediante un esfuerzo considerable. De nuevo como en varias etapas anteriores la fuga del día llegó a meta, con un ciclista de la fuga como ganador de la etapa, que sería Stephen Cummings (MTN-Qhubeka) que sorprendería para ganar a excelentes ciclistas como Pinot y Bardet. En el grupo de los líderes, Quintana, Nibali y Froome protagonizaron ataques fuertes, aunque el mismo Nibali, Van Garderen, Valverde y Contador entraron en una pequeña crisis y no pudieron seguir ni a Quintana ni a Froome en sus respectivos ataques y Froome sacó unos segundos más a sus rivales (excepto Quintana).
Terminando el paso por el Macizo Central los ciclistas fueron de Mende a Valence en 183 km. Cabe destacar, que aunque se subió el puerto de 2ª categoría, la Col de l'Escrinet, la llegada fue al sprint, ganado de nuevo por el esprínter alemán André Greipel, después de batir a John Degenkolb, a Alexander Kristoff y por último a Peter Sagan que retuvo un día más del maillot verde(puntos) con más de 45 puntos por encima de Greipel. Aunque la llegada fue al sprint, al principio del día varios ciclistas protagonizaron la fuga del día, entre ellos nombres importantes como Peter Sagan, Michael Rogers, Thibaut Pinot... En el grupo de los favoritos nada cambió, y Chris Froome se acercó más a la victoria final en el Tour.
Para finalizar el paso por el Macizo Central y un día antes del último día de descanso del Tour, los ciclistas tuvieron que completar 201 km para ir de Bourg de Péage a Gap, no sin antes pasar por los puertos de 2ª categoría, la Col de Cabre y la Col de Manse. Como en los últimos días, se produce una fuga muy numerosa, que se destructuró mediante va avanzando la etapa. En estos grupos destacaron Peter Sagan, Rubén Plaza, Jarlinson Pantano, Christophe Riblon, entre otros. Rubén Plaza ganó la etapa, lo que suponía la tercera victoria española en el Tour 2015. En el grupo de los favoritos, Alberto Contador y posteriormente Nibali atacarían, donde Froome solo siguió el de Contador, ya que Nibali estaba demasiado lejos en la general. Finalmente, todos los favoritos entraron juntos. Cabe destacar, que en una curva de la bajada de la Col de Manse, Warren Barguil se pasó de frenada, y chocó con Geraint Thomas que se fue directo contra un poste con el que se chocó con la cabeza, aunque pudo continuar la bajada y terminar la etapa.

### Final alpino

#### Caída de Contador y abandono de Van Garderen
Para empezar la primera de las cuatro etapas en los Alpes, los ciclistas recorrerían 161 km para ir de Digne-des-Bains a Pra-Loup subiendo el Col des Lèques de 3ª categoría, el Col de Toutes Aures también de 3ª categoría, el Col de la Colle-Saint-Michel de 2ª categoría, el Col d'Allos de 1ª categoría, el más duro de la jornada y para terminar el puerto de Pra-Loup de 2ª categoría.
La primera etapa de los Alpes sería de las más emocionantes del Tour 2015, ya que este daría un giro un poco radical. Al principio de la etapa, como en las últimas se formó una gran fuga, que se dividió en dos grupos, y el pelotón detrás sin dejar mucho margen de escapada, debido a la presencia de hombres del Tinkoff-Saxo y del Movistar Team, principales rivales del Sky, además también de un grupo con uno de los favoritos, Tejay Van Garderen, que estaba enfermo, y que finalmente tuvo que abandonar el Tour, llorando y con mucha pena, ya que se encontraba 3º, para poder luchar por el podio y, por qué no, por la victoria final en el Tour. Con los perseguidores y la cabeza de carrera unida, en el pelotón en la subida del Col d'Allos Alberto Contador protagonizaba un ataque junto a su compañero Michael Rogers. Este ataque no llegó a buen puerto ya que fueron cazados al instante, pero el Sky demostraba señas de debilidad, ya que tuvo que ser el Movistar el que tuvo que tirar para cazar a los hombres del Tinkoff-Saxo. De nuevo Michael Rogers atacaba y se le unían varios corredores, que se despegaban del pelotón e iban a la caza de la cabeza de carrera. A falta de pocos kilómetros para coronar el Col d'Allos Simon Geschke atacaba a cabeza de carrera distanciándose, y dejando solamente a Andrew Talansky y a Thibaut Pinot como principales perseguidores. Detrás Valverde, Contador, Quintana, Nibali y Froome se habían quedado solos, como el gran grupo de los favoritos, y se encaminaban a la peligrosa bajada del Col d'Allos. En esta bajada, Contador contactó con Peter Sagan y Michael Rogers que anteriormente se encontraban más adelantados. Pinot y posteriormente Contador se caían, siendo el segundo el más perjudicado, ya que perdía 2 minutos con el grupo de los favoritos y marchaba solo, ya que Sagan le había prestado su bicicleta y Rogers estaba lejos. Mientras Pinot se levantaba y continuaba, pero con el miedo de la caída en el cuerpo. Finalmente Simon Geschke ganó la etapa, Talansky entraba 2º y Pinot 4º. En el grupo de los favoritos, Froome y Quintana entraron juntos, mientras Nibali y Valverde lo hacían más tarde. 2 minutos y 20 segundos después de Froome y Nibali entró Contador con la sensación de que, ya no la victoria, sino el podio en este Tour, se veían casi como un milagro.
En la segunda de las cuatro etapas que los ciclistas tenían que completar en los Alpes los ciclistas tendrían que recorrer 186,5 km empezando en Gap y terminando en Saint-Jean-de-Maurienne subiendo varios puertos de 3ª y 2ª categoría, además del puerto de HC el Col du Glandon. La etapa empezó muy animada con una escapada muy grande, que al final fue neutralizada antes del Col du Glandon, y que ciclistas como Peter Sagan o Tony Gallopin se quedaron muy atrasados en cuartos, quintos o sextos grupos. Mientras varios ciclistas como Pierre Rolland, Romain Bardet o Bob Jungels intentaban irse y ser los protagonistas de la etapa, además de poder ganarla. Bardet fue el más listo de todos, dando un golpe mortal sobre los otros ciclistas, sacando una ventaja máxima de 50 segundos, que le valió para llegar cómodo a meta. En el grupo de los favoritos, a 40 km de meta, Alberto Contador intentaba asestar un golpe duro frente a sus rivales, que funcionó, hasta que llegó la bajada del Col du Glandon, donde Nibali y los demás fueron capaces de darle caza en una bajada peligrosa, que Contador no asumió riesgos, después de que en la etapa anterior se cayera en una bajada muy peligrosa. Al final, no hubo diferencias entre los favoritos, pero Froome no estaba tan pletórico como en la Pierre-Saint-Martin, Nibali y Quintana se veían poderosos, e incluso Contador se veía muy bien, capaz de dar ataques muy duros aunque una etapa antes se cayera muy fuerte en una bajada muy peligrosa.
La antepenúltima etapa fue una etapa muy dura desde salida, gracias al puerto de primera categoría que se encontraba en los primeros kilómetros de etapa. Los ataques de Vincenzo Nibali, Alejandro Valverde y Alberto Contador hicieron que el equipo de Christopher Froome se pusiera a trabajar desde el principio. Los tres corredores se metieron en la fuga del día que llevaba una pequeña distancia con el grupo y el equipo del líder consiguió neutralizar a Valverde y a Contador, mientras que Nibali estuvo tirando en los tramos de bajada del puerto junto con Steven Kruijswijk y Romain Bardet con el objetivo de romper el grupo. Bardet junto con Rigoberto Urán se marcharon y fueron neutralizados unos kilómetros después, en la zona llana, donde empezó a formarse la fuga de la jornada. Los hombres de la general lo intentaron en el segundo puerto con ataques desde lejos sobre todo de Vincenzo Nibali, Alberto Contador y Alejandro Valverde. Muchos hombres de la fuga comenzaron a quedarse y Pierre Rolland se colocó en cabeza de carrera. En el grupo de favoritos Vincenzo Nibali aprovechó una avería de Froome para atacar. Nibali se marchó y en el puerto de La Toussuire atrapó a Pierre Rolland y le dejó atrás, lanzándose así a por la etapa. En el grupo de favoritos se sucedían los ataques y finalmente se marcharon por delante Christopher Froome y Nairo Quintana dejando a los españoles Valverde y Contador atrás. Finalmente, Nibali ganó la etapa con 44 segundos sobre Nairo Quintana y 1:14 respecto a Christopher Froome. Valverde entró a 2:26 de él al igual que Contador, por lo que Nibali se colocaba cuarto y a poco más de un minuto del tercer puesto que defendía Alejandro Valverde.

#### Alpe D'Huez y final en París
La etapa con final en el puerto mítico de Alpe d'Huez comenzó de nuevo sin el establecimiento inmediato de una escapada y en donde en el primer puerto los hombres del Movistar Team se pusieron a tirar para que el Team Sky perdiese corredores. En la escapada un combativo Alexandre Geniez se marchó y tuvo protagonismo en gran parte de la etapa. En la Col de la Croix de Fer se produjo un ataque de Alejandro Valverde en el que consiguió unos segundos, y tras esto su compañero de equipo, Nairo Quintana, saltó del grupo para tirar a dúo y para asaltar el maillot amarillo. Tras el previo acercamiento de unos metros por parte de Richie Porte, tuvo que ser el propio Froome el que fuera a por ellos tras el reventón de Porte. Con la ayuda de Valverde y de José Serpa del Lampre-Merida, Quintana cogió una distancia que fue reducida por Christopher Froome y Vincenzo Nibali en el puerto y recortada definitivamente por el británico en el descenso. Los cuatro esperaron a los compañeros que estaban detrás y se formó un grupo de corredores donde volvieron a entrar los demás hombres de la general como Alberto Contador que sufrió y mucho en la Col de la Croix de Fer. Algunos hombres contraatacaron para meterse en una nueva fuga como Winner Anacona, Ryder Hesjedal, Pierre Rolland o Thibaut Pinot. La fuga recortó tiempo hasta que llegado el momento de Alpe d'Huez se produjeron los ataques de Ryder Hesjedal a los que supo aguantar Thibaut Pinot hasta que alcanzaron a Alexandre Geniez (escapado en la primera fuga). Tras esto Thibaut Pinot atacó y se deshizo de Ryder Hesjedal. En el grupo de favoritos antes de comenzar el puerto, el italiano Vincenzo Nibali sufrió un pinchazo lo que le eliminó de la lucha por el podio, y se sucedieron de nuevo los ataques de Nairo Quintana y Alejandro Valverde. En un ataque del murciano se sumó después el colombiano y tiraron los dos dejando a Christopher Froome y a sus compañeros Wout Poels y Richie Porte, y a Alberto Contador y su compañero Rafał Majka. Un poco después Alberto cedió y los tres corredores del Team Sky intentaron recortar la diferencia. Valverde cedió tras aparecer por delante Winner Anacona que se metió en la fuga y ayudó a Quintana a aumentar el tiempo. Cuando Anacona cedió, Quintana tiró con todo lo que tenía para meter más diferencia respecto a Froome y para dar caza a Thibaut Pinot y conseguir el triunfo de etapa. Finalmente, Pinot consiguió la victoria de etapa y Nairo recortó 1 minuto 25 segundos con Froome, siendo insuficiente para darle caza en la clasificación general y quedándose a 1:12, por lo que Froome era así el virtual ganador del Tour 2015.
Ya la última etapa del Tour 2015, sería un puro trámite para llegar a París y que el ganador oficial, Chris Froome diera un paseo, además de la última oportunidad de los sprinters de ganar una etapa, que se la llevó André Greipel consiguiendo su 4ª victoria de etapa en este Tour.
Las clasificaciones no cambiaron en la última etapa, y Chris Froome se enfundó el maillot amarillo y el maillot de lunares rojos(montaña), Peter Sagan se enfundó en maillot verde(puntos) con una ventaja descomunal, Nairo Quintana se enfundó el maillot blanco (jóvenes) y el Movistar se llevó el premio de mejor equipo.

## Clasificaciones finales

### Clasificación general
| \| Clasificación general \| Clasificación general \| Clasificación general \| Clasificación general \| Clasificación general \| \| Ciclista \| Ciclista \| Equipo \| Tiempo \| \| \| --------------------- \| --------------------- \| --------------------- \| --------------------- \| --------------------- \| \| 1.º \| Chris Froome \| Team Sky \| 84 h 46 min 14 s \| \| \| 2.º \| Nairo Quintana \| Movistar Team \| + 1 min 12 s \| \| \| 3.º \| Alejandro Valverde \| Movistar Team \| + 5 min 25 s \| \| \| 4.º \| Vincenzo Nibali \| Astana \| + 8 min 36 s \| \| \| 5.º \| Alberto Contador \| Tinkoff-Saxo \| + 9 min 48 s \| \| \| 6.º \| Robert Gesink \| LottoNL-Jumbo \| + 10 min 47 s \| \| \| 7.º \| Bauke Mollema \| Trek Factory Racing \| + 15 min 14 s \| \| \| 8.º \| Mathias Frank \| IAM Cycling \| + 15 min 39 s \| \| \| 9.º \| Romain Bardet \| AG2R La Mondiale \| + 16 min 00 s \| \| \| 10.º \| Pierre Rolland \| Team Europcar \| + 17 min 30 s \| \| \| 11.º \| Andrew Talansky \| Cannondale-Garmin \| + 22 min 06 s \| \| \| 12.º \| Samuel Sánchez \| BMC Racing Team \| + 22 min 50 s \| \| \| 13.º \| Serge Pauwels \| MTN-Qhubeka \| + 31 min 03 s \| \| \| 14.º \| Warren Barguil \| Giant-Alpecin \| + 31 min 15 s \| \| \| 15.º \| Geraint Thomas \| Team Sky \| + 31 min 39 s \| \| \| 16.º \| Thibaut Pinot \| FDJ \| + 38 min 52 s \| \| \| 17.º \| Roman Kreuziger \| Tinkoff-Saxo \| + 1 h 02 min 51 s \| \| \| 18.º \| Mikaël Cherel \| AG2R La Mondiale \| + 1 h 05 min 00 s \| \| \| 19.º \| Jarlinson Pantano \| IAM Cycling \| + 1 h 09 min 08 s \| \| \| 20.º \| Jan Bakelants \| AG2R La Mondiale \| + 1 h 16 min 36 s \| \| |                    |                     |                   |
| |                    |                     |                   |
| Fuente: ProCyclingStats |                    |                     |                   |
| Clasificación general |                    |                     |                   |
| Ciclista | Ciclista           | Equipo              | Tiempo            |
| 1.º | Chris Froome       | Team Sky            | 84 h 46 min 14 s  |
| 2.º | Nairo Quintana     | Movistar Team       | + 1 min 12 s      |
| 3.º | Alejandro Valverde | Movistar Team       | + 5 min 25 s      |
| 4.º | Vincenzo Nibali    | Astana              | + 8 min 36 s      |
| 5.º | Alberto Contador   | Tinkoff-Saxo        | + 9 min 48 s      |
| 6.º | Robert Gesink      | LottoNL-Jumbo       | + 10 min 47 s     |
| 7.º | Bauke Mollema      | Trek Factory Racing | + 15 min 14 s     |
| 8.º | Mathias Frank      | IAM Cycling         | + 15 min 39 s     |
| 9.º | Romain Bardet      | AG2R La Mondiale    | + 16 min 00 s     |
| 10.º | Pierre Rolland     | Team Europcar       | + 17 min 30 s     |
| 11.º | Andrew Talansky    | Cannondale-Garmin   | + 22 min 06 s     |
| 12.º | Samuel Sánchez     | BMC Racing Team     | + 22 min 50 s     |
| 13.º | Serge Pauwels      | MTN-Qhubeka         | + 31 min 03 s     |
| 14.º | Warren Barguil     | Giant-Alpecin       | + 31 min 15 s     |
| 15.º | Geraint Thomas     | Team Sky            | + 31 min 39 s     |
| 16.º | Thibaut Pinot      | FDJ                 | + 38 min 52 s     |
| 17.º | Roman Kreuziger    | Tinkoff-Saxo        | + 1 h 02 min 51 s |
| 18.º | Mikaël Cherel      | AG2R La Mondiale    | + 1 h 05 min 00 s |
| 19.º | Jarlinson Pantano  | IAM Cycling         | + 1 h 09 min 08 s |
| 20.º | Jan Bakelants      | AG2R La Mondiale    | + 1 h 16 min 36 s |

### Clasificación por puntos
| Clasificación por puntos | Clasificación por puntos | Clasificación por puntos | Clasificación por puntos | Clasificación por puntos |
| Ciclista                 | Ciclista                 | Equipo                   | Puntos                   |                          |
| ------------------------ | ------------------------ | ------------------------ | ------------------------ | ------------------------ |
| 1.º                      | Peter Sagan              | Tinkoff-Saxo             | 432 pts                  |                          |
| 2.º                      | André Greipel            | Lotto-Soudal             | 366 pts                  |                          |
| 3.º                      | John Degenkolb           | Giant-Alpecin            | 298 pts                  |                          |
| 4.º                      | Mark Cavendish           | Etixx-Quick Step         | 206 pts                  |                          |
| 5.º                      | Bryan Coquard            | Team Europcar            | 152 pts                  |                          |
| 6.º                      | Chris Froome             | Team Sky                 | 139 pts                  |                          |
| 7.º                      | Thibaut Pinot            | FDJ                      | 113 pts                  |                          |
| 8.º                      | Alejandro Valverde       | Movistar Team            | 103 pts                  |                          |
| 9.º                      | Thomas de Gendt          | Lotto-Soudal             | 90 pts                   |                          |
| 10.º                     | Alexander Kristoff       | Katusha                  | 90 pts                   |                          |

### Clasificación de la montaña
| Clasificación de la montaña | Clasificación de la montaña | Clasificación de la montaña | Clasificación de la montaña | Clasificación de la montaña |
| Ciclista                    | Ciclista                    | Equipo                      | Puntos                      |                             |
| --------------------------- | --------------------------- | --------------------------- | --------------------------- | --------------------------- |
| 1.º                         | Chris Froome                | Team Sky                    | 119 pts                     |                             |
| 2.º                         | Nairo Quintana              | Movistar Team               | 108 pts                     |                             |
| 3.º                         | Romain Bardet               | AG2R La Mondiale            | 90 pts                      |                             |
| 4.º                         | Thibaut Pinot               | FDJ                         | 82 pts                      |                             |
| 5.º                         | Joaquim Rodríguez           | Katusha                     | 78 pts                      |                             |
| 6.º                         | Pierre Rolland              | Team Europcar               | 74 pts                      |                             |
| 7.º                         | Alejandro Valverde          | Movistar Team               | 72 pts                      |                             |
| 8.º                         | Jakob Fuglsang              | Astana                      | 64 pts                      |                             |
| 9.º                         | Richie Porte                | Team Sky                    | 58 pts                      |                             |
| 10.º                        | Serge Pauwels               | MTN-Qhubeka                 | 55 pts                      |                             |

### Clasificación de los jóvenes
| Clasificación del mejor joven | Clasificación del mejor joven | Clasificación del mejor joven | Clasificación del mejor joven | Clasificación del mejor joven |
| Ciclista                      | Ciclista                      | Equipo                        | Tiempo                        |                               |
| ----------------------------- | ----------------------------- | ----------------------------- | ----------------------------- | ----------------------------- |
| 1.º                           | Nairo Quintana                | Movistar Team                 | 84 h 47 min 26 s              |                               |
| 2.º                           | Romain Bardet                 | AG2R La Mondiale              | + 14 min 48 s                 |                               |
| 3.º                           | Warren Barguil                | Giant-Alpecin                 | + 30 min 03 s                 |                               |
| 4.º                           | Thibaut Pinot                 | FDJ                           | + 37 min 40 s                 |                               |
| 5.º                           | Bob Jungels                   | Trek Factory Racing           | + 1 h 32 min 09 s             |                               |
| 6.º                           | Peter Sagan                   | Tinkoff-Saxo                  | + 2 h 13 min 43 s             |                               |
| 7.º                           | Adam Yates                    | Orica-GreenEDGE               | + 2 h 15 min 24 s             |                               |
| 8.º                           | Wilco Kelderman               | LottoNL-Jumbo                 | + 3 h 02 min 55 s             |                               |
| 9.º                           | Emanuel Buchmann              | Bora-Argon 18                 | + 3 h 07 min 35 s             |                               |
| 10.º                          | Merhawi Kudus                 | MTN-Qhubeka                   | + 3 h 09 min 24 s             |                               |

### Clasificación por equipos
| Clasificación por equipos | Clasificación por equipos | Clasificación por equipos | Clasificación por equipos |
| Equipo                    | Equipo                    | Tiempo                    |                           |
| ------------------------- | ------------------------- | ------------------------- | ------------------------- |
| 1.º                       | Movistar Team             | 255 h 24 min 24 s         |                           |
| 2.º                       | Sky                       | + 57 min 23 s             |                           |
| 3.º                       | Tinkoff-Saxo              | + 1 h 00 min 12 s         |                           |
| 4.º                       | Astana                    | + 1 h 12 min 09 s         |                           |
| 5.º                       | MTN-Qhubeka               | + 1 h 14 min 32 s         |                           |
| 6.º                       | AG2R La Mondiale          | + 1 h 24 min 22 s         |                           |
| 7.º                       | Europcar                  | + 1 h 48 min 51 s         |                           |
| 8.º                       | BMC Racing Team           | + 2 h 41 min 46 s         |                           |
| 9.º                       | IAM Cycling               | + 2 h 42 min 16 s         |                           |
| 10.º                      | Lotto NL-Jumbo            | + 2 h 46 min 59 s         |                           |

## Evolución de las clasificaciones
| Etapa                   |                          | Ganador _         | Clasificación general | Puntos        | Montaña              | Jóvenes        | Combatividad        | Equipo          |
| ----------------------- | ------------------------ | ----------------- | --------------------- | ------------- | -------------------- | -------------- | ------------------- | --------------- |
| 1.ª etapa               | contrarreloj individual  | Rohan Dennis      | Rohan Dennis          | Rohan Dennis  | no otorgado          | Rohan Dennis   | no otorgado         | Lotto NL-Jumbo  |
| 2.ª etapa               | etapa llana              | André Greipel     | Fabian Cancellara     | André Greipel | no otorgado          | Tom Dumoulin   | Michał Kwiatkowski  | BMC Racing Team |
| 3.ª etapa               | etapa escarpada          | Joaquim Rodríguez | Chris Froome          | André Greipel | Joaquim Rodríguez    | Peter Sagan    | Jan Bárta           | BMC Racing Team |
| 4.ª etapa               | etapa escarpada          | Tony Martin       | Tony Martin           | André Greipel | Joaquim Rodríguez    | Peter Sagan    | Vincenzo Nibali     | BMC Racing Team |
| 5.ª etapa               | etapa llana              | André Greipel     | Tony Martin           | André Greipel | Joaquim Rodríguez    | Peter Sagan    | Michael Matthews    | BMC Racing Team |
| 6.ª etapa               | etapa llana              | Zdeněk Štybar     | Tony Martin           | André Greipel | Daniel Teklehaimanot | Peter Sagan    | Perrig Quéméneur    | BMC Racing Team |
| 7.ª etapa               | etapa llana              | Mark Cavendish    | Chris Froome          | André Greipel | Daniel Teklehaimanot | Peter Sagan    | Anthony Delaplace   | BMC Racing Team |
| 8.ª etapa               | etapa escarpada          | Alexis Vuillermoz | Chris Froome          | Peter Sagan   | Daniel Teklehaimanot | Peter Sagan    | Bartosz Huzarski    | BMC Racing Team |
| 9.ª etapa               | contrarreloj por equipos | BMC Racing Team   | Chris Froome          | Peter Sagan   | Daniel Teklehaimanot | Peter Sagan    | no otorgado         | BMC Racing Team |
| 10.ª etapa              | etapa de montaña         | Chris Froome      | Chris Froome          | André Greipel | Chris Froome         | Nairo Quintana | Kenneth Vanbilsen   | Sky             |
| 11.ª etapa              | etapa de montaña         | Rafał Majka       | Chris Froome          | Peter Sagan   | Chris Froome         | Nairo Quintana | Daniel Martin       | Sky             |
| 12.ª etapa              | etapa de montaña         | Joaquim Rodríguez | Chris Froome          | Peter Sagan   | Chris Froome         | Nairo Quintana | Michał Kwiatkowski  | Movistar Team   |
| 13.ª etapa              | etapa escarpada          | Greg Van Avermaet | Chris Froome          | Peter Sagan   | Chris Froome         | Nairo Quintana | Thomas de Gendt     | Movistar Team   |
| 14.ª etapa              | etapa escarpada          | Stephen Cummings  | Chris Froome          | Peter Sagan   | Chris Froome         | Nairo Quintana | Pierre-Luc Périchon | Movistar Team   |
| 15.ª etapa              | etapa escarpada          | André Greipel     | Chris Froome          | Peter Sagan   | Chris Froome         | Nairo Quintana | Peter Sagan         | Movistar Team   |
| 16.ª etapa              | etapa escarpada          | Rubén Plaza       | Chris Froome          | Peter Sagan   | Chris Froome         | Nairo Quintana | Peter Sagan         | Movistar Team   |
| 17.ª etapa              | etapa de montaña         | Simon Geschke     | Chris Froome          | Peter Sagan   | Chris Froome         | Nairo Quintana | Simon Geschke       | Movistar Team   |
| 18.ª etapa              | etapa de montaña         | Romain Bardet     | Chris Froome          | Peter Sagan   | Chris Froome         | Nairo Quintana | Romain Bardet       | Movistar Team   |
| 19.ª etapa              | etapa de montaña         | Vincenzo Nibali   | Chris Froome          | Peter Sagan   | Chris Froome         | Nairo Quintana | Pierre Rolland      | Movistar Team   |
| 20.ª etapa              | etapa de montaña         | Thibaut Pinot     | Chris Froome          | Peter Sagan   | Chris Froome         | Nairo Quintana | Alexandre Geniez    | Movistar Team   |
| 21.ª etapa              | etapa llana              | André Greipel     | Chris Froome          | Peter Sagan   | Chris Froome         | Nairo Quintana | no otorgado         | Movistar Team   |
| Clasificaciones finales | Clasificaciones finales  |                   | Chris Froome          | Peter Sagan   | Chris Froome         | Nairo Quintana | Romain Bardet       | Movistar Team   |

## Ciclistas participantes y posiciones finales
Convenciones:
- AB-N: Abandono en la etapa "N"
- FLT-N: Retiro por llegada fuera del límite de tiempo en la etapa "N"
- NTS-N: No tomó la salida para la etapa "N"
- DES-N: Descalificado o expulsado en la etapa "N"

## Puertos puntuables
| Etapa           | Puertos                                    | Distancia | % Medio | Categoría | 1.er corredor en pasar |
| --------------- | ------------------------------------------ | --------- | ------- | --------- | ---------------------- |
| 1.ª etapa (CRI) | Sin puertos puntuables                     |           |         |           |                        |
| 2.ª etapa       | Sin puertos puntuables                     |           |         |           |                        |
| 3.ª etapa       | Côte de Bohissau                           | 2,4 km    | 5,5 %   | 4.ª       | Anulada                |
| 3.ª etapa       | Côte d'Ereffe                              | 2,1 km    | 5 %     | 4.ª       | Michael Schär          |
| 3.ª etapa       | Côte de Cherave                            | 1,3 km    | 8,1 %   | 4.ª       | Rafał Majka            |
| 3.ª etapa       | Mur de Huy                                 | 1,3 km    | 9,6 %   | 3.ª       | Joaquim Rodríguez      |
| 4.ª etapa       | Côte de la Citadelle de Namur              | 2 km      | 4,8 %   | 4.ª       | Thomas De Gendt        |
| 5.ª etapa       | Sin puertos puntuables                     |           |         |           |                        |
| 6.ª etapa       | Côte de Dieppe                             | 1,8 km    | 4 %     | 4.ª       | Daniel Teklehaimanot   |
| 6.ª etapa       | Côte de Pourville-sur-Mer                  | 2 km      | 4,5 %   | 4.ª       | Daniel Teklehaimanot   |
| 6.ª etapa       | Côte du Tilleul                            | 1,6 km    | 5,6 %   | 4.ª       | Daniel Teklehaimanot   |
| 7.ª etapa       | Côte de Canapville                         | 1,9 km    | 4,7 %   | 4.ª       | Daniel Teklehaimanot   |
| 8.ª etapa       | Col du Mont Bel-Air                        | 1,5 km    | 5,7 %   | 4.ª       | Romain Sicard          |
| 8.ª etapa       | Mûr de Bretagne                            | 2 km      | 6,9 %   | 3.ª       | Alexis Vuillermoz      |
| 9.ª etapa       | Sin puertos puntuables                     |           |         |           |                        |
| 10.ª etapa      | Côte de Bougarber                          | 1,4 km    | 6,2 %   | 4.ª       | Kenneth Vanbilsen      |
| 10.ª etapa      | Côte de Vielleségure                       | 1,7 km    | 5,9 %   | 4.ª       | Kenneth Vanbilsen      |
| 10.ª etapa      | Côte de Montory                            | 1,8 km    | 6,3 %   | 4.ª       | Kenneth Vanbilsen      |
| 10.ª etapa      | La Pierre Saint-Martin                     | 15,3 km   | 7,4 %   | HC        | Chris Froome           |
| 11.ª etapa      | Côte de Loucrup                            | 2 km      | 7 %     | 3.ª       | Thomas Voeckler        |
| 11.ª etapa      | Côte de Bagnères-de-Bigorre                | 1,4 km    | 6,1 %   | 4.ª       | Steve Morabito         |
| 11.ª etapa      | Côte de Mauvezin                           | 2,7 km    | 6 %     | 3.ª       | Daniel Teklehaimanot   |
| 11.ª etapa      | Col d'Aspin                                | 12 km     | 6,5 %   | 1.ª       | Daniel Martin          |
| 11.ª etapa      | Col du Tourmalet (Souvenir Jacques Goddet) | 17,1 km   | 7,3 %   | HC        | Rafał Majka            |
| 11.ª etapa      | Côte de Cauterets                          | 6,4 km    | 5 %     | 3.ª       | Rafał Majka            |
| 12.ª etapa      | Col de Portet-d'Aspet                      | 4,3 km    | 9,7 %   | 2.ª       | Georg Preidler         |
| 12.ª etapa      | Col de la Core                             | 14,1 km   | 5,7 %   | 1.ª       | Kristijan Đurasek      |
| 12.ª etapa      | Port de Lers                               | 12,9 km   | 6 %     | 1.ª       | Michał Kwiatkowski     |
| 12.ª etapa      | Plateau de Beille                          | 15,8 km   | 7,9 %   | HC        | Joaquim Rodríguez      |
| 13.ª etapa      | Côte de Saint-Cirgue                       | 3,8 km    | 5,8 %   | 3.ª       | Thomas De Gendt        |
| 13.ª etapa      | Côte de la Pomparie                        | 2,8 km    | 5 %     | 4.ª       | Alexandre Geniez       |
| 13.ª etapa      | Côte de la Selve                           | 3,9 km    | 3,7 %   | 4.ª       | Wilco Kelderman        |
| 14.ª etapa      | Côte de Pont-de-Salars                     | 1,3 km    | 5,8 %   | 4.ª       | Bartosz Huzarski       |
| 14.ª etapa      | Côte de Sauveterre                         | 9 km      | 6 %     | 2.ª       | Matthieu Ladagnous     |
| 14.ª etapa      | Côte de Chabrits                           | 1,9 km    | 5,9 %   | 4.ª       | Kristjan Koren         |
| 14.ª etapa      | Côte de la Croix Neuve                     | 3 km      | 10,1 %  | 2.ª       | Thibaut Pinot          |
| 15.ª etapa      | Côte de Badaroux                           | 4,6 km    | 5,1 %   | 3.ª       | Serge Pauwels          |
| 15.ª etapa      | Col du Bez                                 | 2,6 km    | 4,4 %   | 4.ª       | Thibaut Pinot          |
| 15.ª etapa      | Col de la Croix de Bauzon                  | 1,3 km    | 6,2 %   | 4.ª       | Michael Rogers         |
| 15.ª etapa      | Col de l'Escrinet                          | 7,9 km    | 5,8 %   | 2.ª       | Thibaut Pinot          |
| 16.ª etapa      | Col de Cabre                               | 9,1 km    | 4,6 %   | 2.ª       | Serge Pauwels          |
| 16.ª etapa      | Col de Manse                               | 8,9 km    | 5,6 %   | 2.ª       | Rubén Plaza            |
| 17.ª etapa      | Col des Lèques                             | 6 km      | 5,3 %   | 3.ª       | Rafał Majka            |
| 17.ª etapa      | Col de Toutes Aures                        | 6,1 km    | 3,1 %   | 3.ª       | Serge Pauwels          |
| 17.ª etapa      | Col de la Colle-Saint-Michel               | 11 km     | 5,2 %   | 2.ª       | Serge Pauwels          |
| 17.ª etapa      | Col d'Allos                                | 14 km     | 5,5 %   | 1.ª       | Simon Geschke          |
| 17.ª etapa      | Pra Loup                                   | 6,2 km    | 6,5 %   | 2.ª       | Simon Geschke          |
| 18.ª etapa      | Col Bayard                                 | 6,3 km    | 7 %     | 2.ª       | Joaquim Rodríguez      |
| 18.ª etapa      | Rampe du Motty                             | 2,3 km    | 8,3 %   | 3.ª       | Joaquim Rodríguez      |
| 18.ª etapa      | Côte de la Mure                            | 2,7 km    | 7,5 %   | 3.ª       | Joaquim Rodríguez      |
| 18.ª etapa      | Col de Malissol                            | 2 km      | 8,7 %   | 3.ª       | Joaquim Rodríguez      |
| 18.ª etapa      | Col de la Morte                            | 3,1 km    | 8,4 %   | 2.ª       | Joaquim Rodríguez      |
| 18.ª etapa      | Col du Glandon                             | 21,7 km   | 5,1 %   | HC        | Romain Bardet          |
| 18.ª etapa      | Lacets de Motvernier                       | 3,4 km    | 8,2 %   | 2.ª       | Romain Bardet          |
| 19.ª etapa      | Col du Chaussy                             | 15,4 km   | 6,3 %   | 1.ª       | Joaquim Rodríguez      |
| 19.ª etapa      | Col de la Croix de Fer                     | 22,4 km   | 6,9 %   | HC        | Pierre Rolland         |
| 19.ª etapa      | Col du Mollard                             | 5,7 km    | 6,8 %   | 2.ª       | Pierre Rolland         |
| 19.ª etapa      | La Toussuire                               | 18 km     | 6,1 %   | 1.ª       | Vincenzo Nibali        |
| 20.ª etapa      | Col de la Croix de Fer                     | 29 km     | 5,2 %   | HC        | Alexandre Geniez       |
| 20.ª etapa      | Alpe d'Huez                                | 13,8 km   | 8,1 %   | HC        | Thibaut Pinot          |
| 21.ª etapa      | Côte de l'Observatoire                     | 2,2 km    | 4,1 %   | 4.ª       | Filippo Pozzato        |

## Abandonos
Durante la carrera se produjeron los siguientes abandonos:
| Etapa | Fecha       | Recorrido                                           | km    | Ciclista            | Equipo                       | Motivos                                       |
| 3.ª   | 6 de julio  | Amberes- Huy                                        | 154   | Simon Gerrans       | Orica GreenEDGE              | Caída múltiple                                |
| 3.ª   | 6 de julio  | Amberes- Huy                                        | 154   | Tom Dumoulin        | Giant-Alpecin                | Caída múltiple                                |
| 3.ª   | 6 de julio  | Amberes- Huy                                        | 154   | Fabian Cancellara   | Trek Factory Racing          | Caída múltiple y fractura de varias vértebras |
| 6.ª   | 9 de julio  | Abbeville-Le Havre                                  | 191   | Tony Martin         | Etixx-Quick Step             | Caída y fractura de clavícula                 |
| 10.ª  | 14 de julio | Tarbes-La Pierre-Saint-Martin                       | 167   | Ivan Basso          | Tinkoff-Saxo                 | Cáncer de testículo                           |
| 10.ª  | 14 de julio | Tarbes-La Pierre-Saint-Martin                       | 167   | Lars Boom           | Astana                       |                                               |
| 11.ª  | 15 de julio | Pau-Cauterets                                       | 188   | Daniele Bennati     | Tinkoff-Saxo                 | Caída                                         |
| 12.ª  | 16 de julio | Lannemezan-Plateau de Beille                        | 195   | Alex Dowsett        | Movistar                     |                                               |
| 12.ª  | 16 de julio | Lannemezan-Plateau de Beille                        | 195   | Zakkari Dempster    | Bora-Argon 18                |                                               |
| 14.ª  | 18 de julio | Rodez-Mende                                         | 178,5 | Steve Morabito      | FDJ                          |                                               |
| 14.ª  | 18 de julio | Rodez-Mende                                         | 178,5 | Ramon Sinkeldam     | Giant-Alpecin                |                                               |
| 14.ª  | 18 de julio | Rodez-Mende                                         | 178,5 | Eduardo Sepúlveda   | Bretagne-Séché Environnement | Expulsado por remolcarse con el coche         |
| 15.ª  | 19 de julio | Mende-Valence                                       | 183   | Sebastian Langeveld | Cannondale-Garmin            |                                               |
| 16.ª  | 20 de julio | Bourg-de-Péage-Gap                                  | 201   | Peter Kennaugh      | Sky                          |                                               |
| 16.ª  | 20 de julio | Bourg-de-Péage-Gap                                  | 201   | Greg Van Avermaet   | BMC Racing                   | Nacimiento de su segundo hijo                 |
| 17.ª  | 22 de julio | Digne-les-Bains-Pra-Loup                            | 161   | Tejay Van Garderen  | BMC Racing                   | Enfermedad                                    |
| 17.ª  | 22 de julio | Digne-les-Bains-Pra-Loup                            | 161   | Michał Kwiatkowski  | Etixx-Quick Step             |                                               |
| 17.ª  | 22 de julio | Digne-les-Bains-Pra-Loup                            | 161   | Laurent Didier      | Trek Factory Racing          |                                               |
| 17.ª  | 22 de julio | Digne-les-Bains-Pra-Loup                            | 161   | Nathan Haas         | Cannondale-Garmin            |                                               |
| 17.ª  | 22 de julio | Digne-les-Bains-Pra-Loup                            | 161   | Jérôme Coppel       | IAM                          |                                               |
| 17.ª  | 22 de julio | Digne-les-Bains-Pra-Loup                            | 161   | Sam Bennett         | Bora-Argon 18                |                                               |
| 18.ª  | 23 de julio | Gap-Saint-Jean-de-Maurienne                         | 186,5 | Mark Renshaw        | Etixx-Quick Step             |                                               |
| 18.ª  | 23 de julio | Gap-Saint-Jean-de-Maurienne                         | 186,5 | Louis Meintjes      | MTN-Qhubeka                  |                                               |
| 19.ª  | 24 de julio | Saint-Jean-de-Maurienne-La Toussuire (Les Sybelles) | 138   | Michael Valgren     | Tinkoff-Saxo                 |                                               |

## UCI World Tour
El Tour de Francia otorgó puntos para el UCI WorldTour 2015, solamente para corredores de equipos UCI ProTeam. La siguiente tabla es el baremo de puntuación:
| Posición              | 1º  | 2º  | 3º  | 4º  | 5º  | 6º | 7º | 8º | 9º | 10º | 11º | 12º | 13º | 14º | 15º | 16º | 17º | 18º | 19º | 20º |
| Clasificación general | 200 | 150 | 120 | 110 | 100 | 90 | 80 | 70 | 60 | 50  | 40  | 30  | 24  | 20  | 16  | 12  | 10  | 8   | 6   | 4   |
| Por etapa             | 20  | 10  | 6   | 4   | 2   |    |    |    |    |     |     |     |     |     |     |     |     |     |     |     |

| Ciclista           | Equipo              | General | Etapa | Total |
| ------------------ | ------------------- | ------- | ----- | ----- |
| Chris Froome       | Sky                 | 200     | 38    | 238   |
| Nairo Quintana     | Movistar            | 150     | 26    | 176   |
| Alejandro Valverde | Movistar            | 120     | 12    | 132   |
| Vincenzo Nibali    | Astana              | 110     | 20    | 130   |
| Alberto Contador   | Tinkoff-Saxo        | 100     | -     | 100   |
| Robert Gesink      | Lotto NL-Jumbo      | 90      | 4     | 94    |
| Romain Bardet      | Ag2r La Mondiale    | 60      | 34    | 94    |
| André Greipel      | Lotto-Soudal        | -       | 90    | 90    |
| Bauke Mollema      | Trek Factory Racing | 80      | -     | 80    |
| Mathias Frank      | IAM                 | 70      | 2     | 72    |

| Resto de corredores | Resto de corredores | Resto de corredores | Resto de corredores | Resto de corredores |
| Ciclista            | Equipo              | General             | Etapa               | Total               |
| ------------------- | ------------------- | ------------------- | ------------------- | ------------------- |
| Peter Sagan         | Tinkoff-Saxo        | -                   | 72                  | 72                  |
| Andrew Talansky     | Cannondale-Garmin   | 40                  | 10                  | 50                  |
| Thibaut Pinot       | FDJ                 | 12                  | 38                  | 50                  |
| Joaquim Rodríguez   | Katusha             | -                   | 40                  | 40                  |
| John Degenkolb      | Giant-Alpecin       | -                   | 32                  | 32                  |
| Samuel Sánchez      | BMC Racing          | 30                  | -                   | 30                  |
| Tony Martin         | Etixx-Quick Step    | -                   | 30                  | 30                  |
| Mark Cavendish      | Etixx-Quick Step    | -                   | 30                  | 30                  |
| Alexis Vuillermoz   | Ag2r La Mondiale    | -                   | 26                  | 26                  |
| Greg Van Avermaet   | BMC Racing          | -                   | 26                  | 26                  |
| Daniel Martin       | Cannondale-Garmin   | -                   | 24                  | 24                  |
| Simon Geschke       | Giant-Alpecin       | -                   | 24                  | 24                  |
| Warren Barguil      | Giant-Alpecin       | 20                  | -                   | 20                  |
| Rubén Plaza         | Lampre-Merida       | -                   | 20                  | 20                  |
| Rohan Dennis        | BMC Racing          | -                   | 20                  | 20                  |
| Zdeněk Štybar       | Etixx-Quick Step    | -                   | 20                  | 20                  |
| Rafał Majka         | Tinkoff-Saxo        | -                   | 20                  | 20                  |
| Alexander Kristoff  | Katusha             | -                   | 18                  | 18                  |
| Geraint Thomas      | Sky                 | 16                  | -                   | 16                  |
| Jarlinson Pantano   | IAM                 | 6                   | 6                   | 12                  |
| Fabian Cancellara   | Trek Factory Racing | -                   | 12                  | 12                  |
| Jakob Fuglsang      | Astana              | -                   | 12                  | 12                  |
| Jan Bakelants       | Ag2r La Mondiale    | 4                   | 6                   | 10                  |
| Roman Kreuziger     | Tinkoff-Saxo        | 10                  | -                   | 10                  |
| Richie Porte        | Sky                 | -                   | 10                  | 10                  |
| Rigoberto Urán      | Etixx-Quick Step    | -                   | 10                  | 10                  |
| Mikaël Cherel       | Ag2r La Mondiale    | 8                   | -                   | 8                   |
| Winner Anacona      | Movistar            | -                   | 6                   | 6                   |
| Bob Jungels         | Trek Factory Racing | -                   | 6                   | 6                   |
| Ryder Hesjedal      | Cannondale-Garmin   | -                   | 6                   | 6                   |
| Tom Dumoulin        | Giant-Alpecin       | -                   | 4                   | 4                   |
| Tony Gallopin       | Lotto-Soudal        | -                   | 4                   | 4                   |
| Gorka Izagirre      | Movistar            | -                   | 4                   | 4                   |
| Jos van Emden       | Lotto NL-Jumbo      | -                   | 2                   | 2                   |
| Daniel Oss          | BMC Racing          | -                   | 2                   | 2                   |
| Paul Martens        | Lotto NL-Jumbo      | -                   | 2                   | 2                   |
| Arnaud Démare       | FDJ                 | -                   | 2                   | 2                   |

## La Course by Le Tour de France
Entre las actividades relacionadas con la disputa del Tour destacó la segunda edición de la carrera femenina profesional de un día denominada oficialmente La Course by Le Tour de France (de categoría 1.1), disputada sobre el mismo circuito de la etapa final del Tour de Francia en los Campos Eliseos de París al que dieron 13 vueltas totalizando 89 km. Para no coincidir con el Tour esta se realizó por la mañana.
La clasificación final fue la siguiente:
| \| Clasificación general \| Clasificación general \| Clasificación general \| Clasificación general \| Clasificación general \| \| Ciclista \| Ciclista \| Equipo \| Tiempo \| \| \| --------------------- \| --------------------- \| --------------------- \| --------------------- \| --------------------- \| \| 1.ª \| Anna van der Breggen \| Rabo Liv Women \| 2 h 05 min 01 s \| \| \| 2.ª \| Jolien D'Hoore \| Wiggle Honda \| + 1 s \| \| \| 3.ª \| Amy Pieters \| Liv-Plantur \| + 1 s \| \| \| 4.ª \| Lizzie Armitstead \| Boels Dolmans \| + 1 s \| \| \| 5.ª \| Lotta Lepistö \| Bigla \| + 1 s \| \| \| 6.ª \| Lisa Brennauer \| Velocio-SRAM \| + 1 s \| \| \| 7.ª \| Emma Johansson \| Orica-AIS \| + 1 s \| \| \| 8.ª \| Lucinda Brand \| Rabo Liv Women \| + 1 s \| \| \| 9.ª \| Kirsten Wild \| Hitec Products \| + 1 s \| \| \| 10.ª \| Christine Majerus \| Boels Dolmans \| + 1 s \| \| |                      |                |                 |
| |                      |                |                 |
| Fuente: ProCyclingStats |                      |                |                 |
| Clasificación general |                      |                |                 |
| Ciclista | Ciclista             | Equipo         | Tiempo          |
| 1.ª | Anna van der Breggen | Rabo Liv Women | 2 h 05 min 01 s |
| 2.ª | Jolien D'Hoore       | Wiggle Honda   | + 1 s           |
| 3.ª | Amy Pieters          | Liv-Plantur    | + 1 s           |
| 4.ª | Lizzie Armitstead    | Boels Dolmans  | + 1 s           |
| 5.ª | Lotta Lepistö        | Bigla          | + 1 s           |
| 6.ª | Lisa Brennauer       | Velocio-SRAM   | + 1 s           |
| 7.ª | Emma Johansson       | Orica-AIS      | + 1 s           |
| 8.ª | Lucinda Brand        | Rabo Liv Women | + 1 s           |
| 9.ª | Kirsten Wild         | Hitec Products | + 1 s           |
| 10.ª | Christine Majerus    | Boels Dolmans  | + 1 s           |